# Biserica Adormirea Maicii Domnului - Olari din Curtea de Argeș
Biserica Adormirea Maicii Domnului - Olari din Curtea de Argeș este un ansamblu de monumente istorice aflat pe teritoriul municipiului Curtea de Argeș. În Repertoriul Arheologic Național, monumentul apare cu codul 13631.09.

Ansamblul este format din trei monumente:
- Biserica „Adormirea Maicii Domnului” - Olari (cod LMI AG-II-m-A-13639.01)
- Zid de incintă (cod LMI AG-II-m-A-13639.02)
- Cruci (cod LMI AG-IV-m-A-13639.03)

## Istoric și trăsături
Nu se cunosc meșterii, comanditarii și data construirii bisericii. O inscripție aflată pe o cruce de piatră din apropierea construcției menționează câteva nume: „Tudor, monahia Salomia..., Radul, Voica, Albul, Voina, Neacșa, Albul... Frăncul, Oprișa, Stanciu, Ivani, Rucsanda, Alba, Despa, Voicu“. Aceștia ar fi putut fi reprezentanți ai comunității urbane sau ai breslei olarilor care au donat bani și au dispus ridicarea construcției, probabil spre sfârșitul secolului al XVII-lea.Biserica olarilor a fost amintită pentru prima dată în 1687.  
Este o îmbinare originală de modele cu inovații locale. Prezintă un plan dreptunghiular, similar unor biserici moldovenești, terminat în abside poligonale, cu pronaos poligonal, acoperit cu o boltă perforată de lunete cilindrice și un naos cu cupolă în secțiune frântă. Frescele exterioare au fost executate de un meșter local în 1869. Biserica este unicat în această parte a țării prin prezentarea morții pe peretele de est al bisericii; pictura întregii biserici este în stadiu avansat de degradare.

## Imagini din exterior

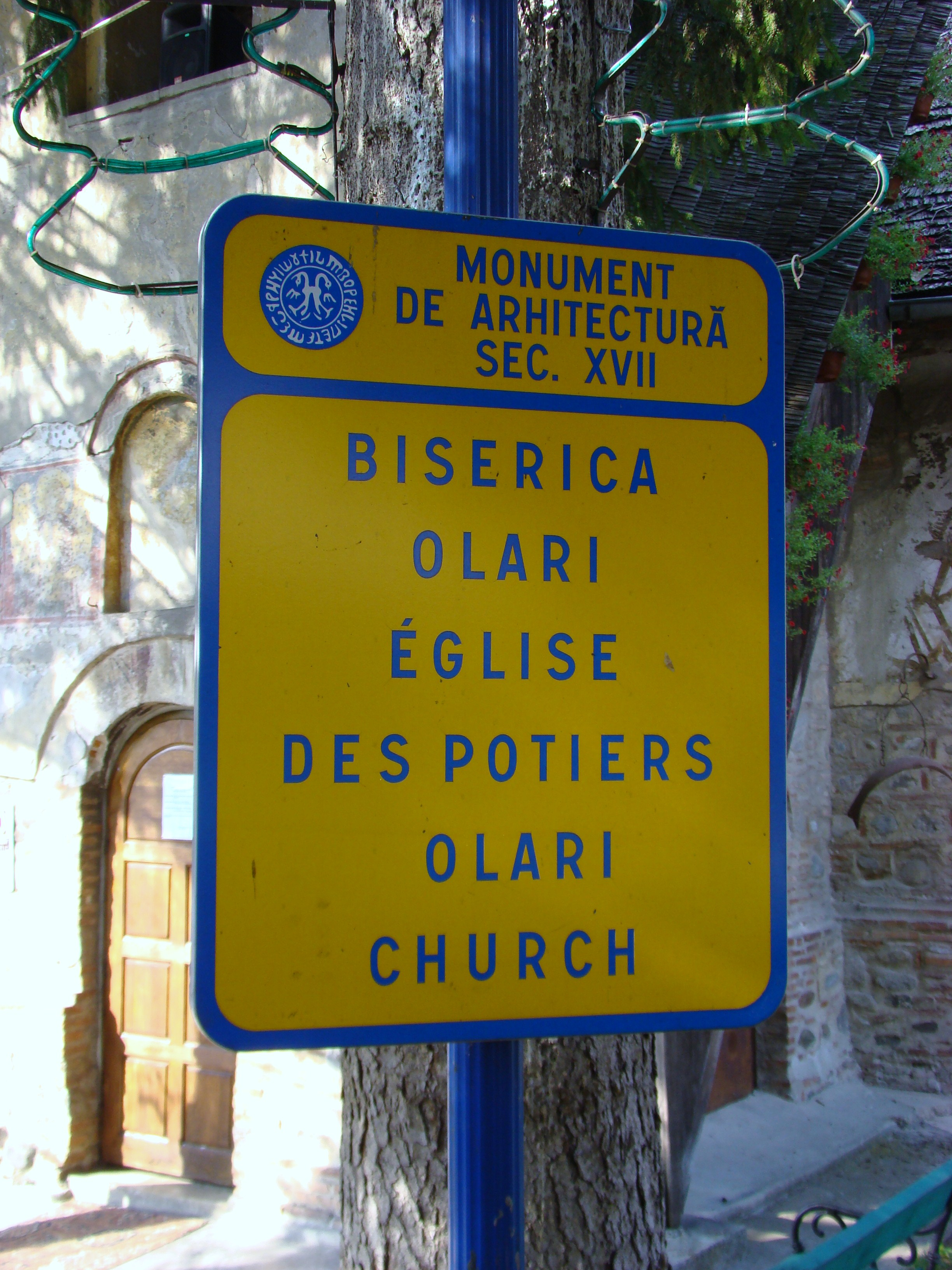
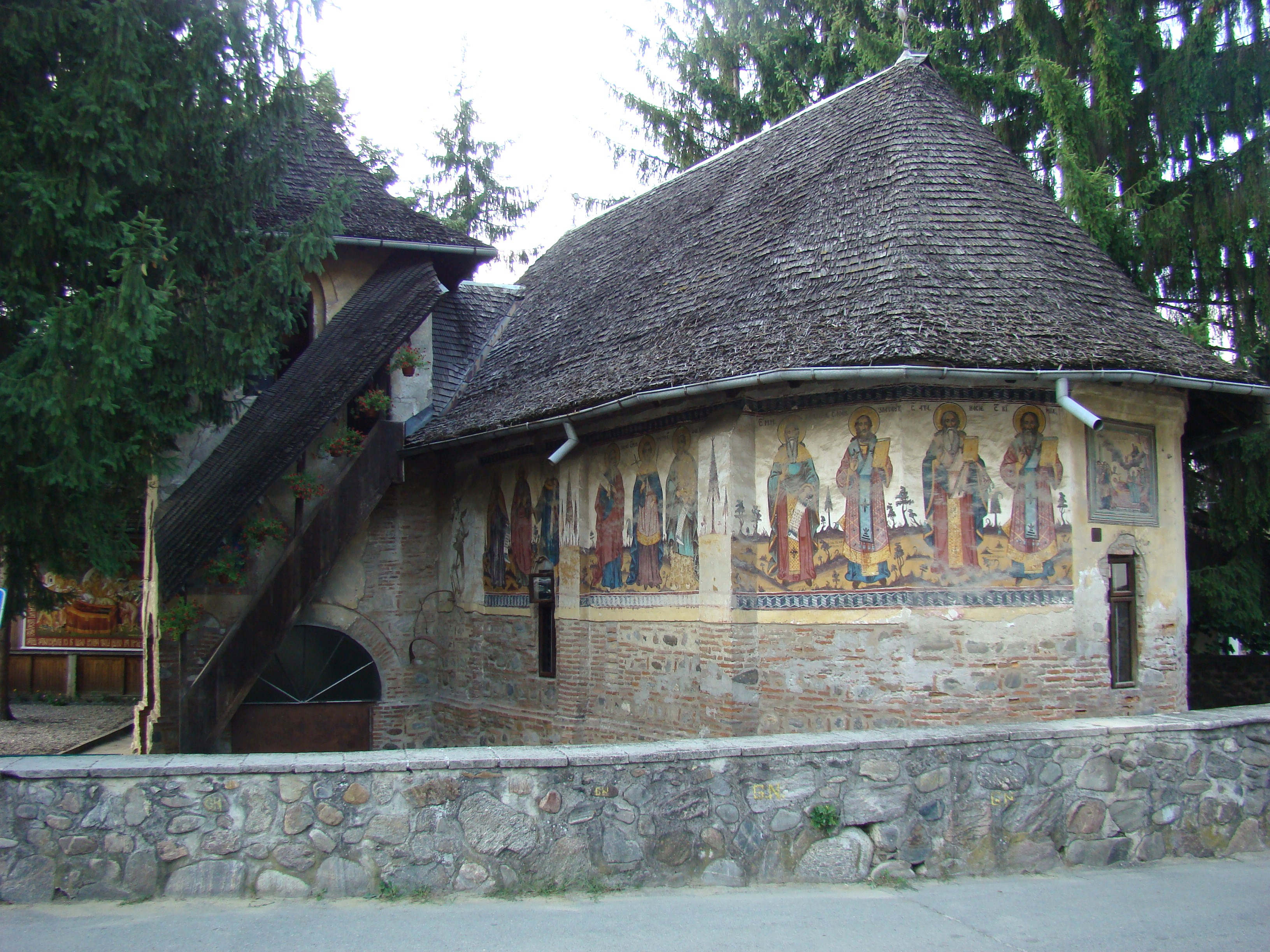
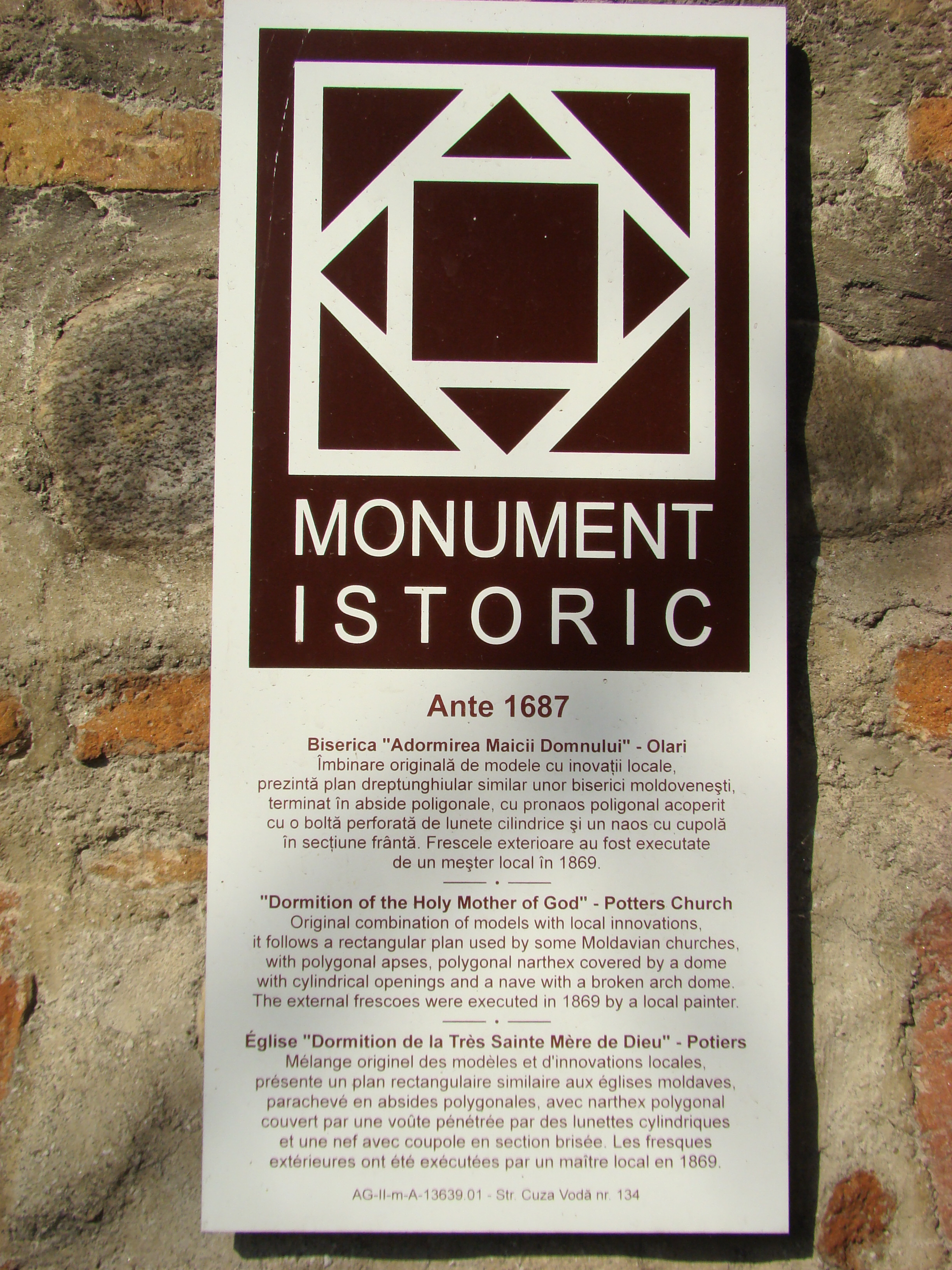
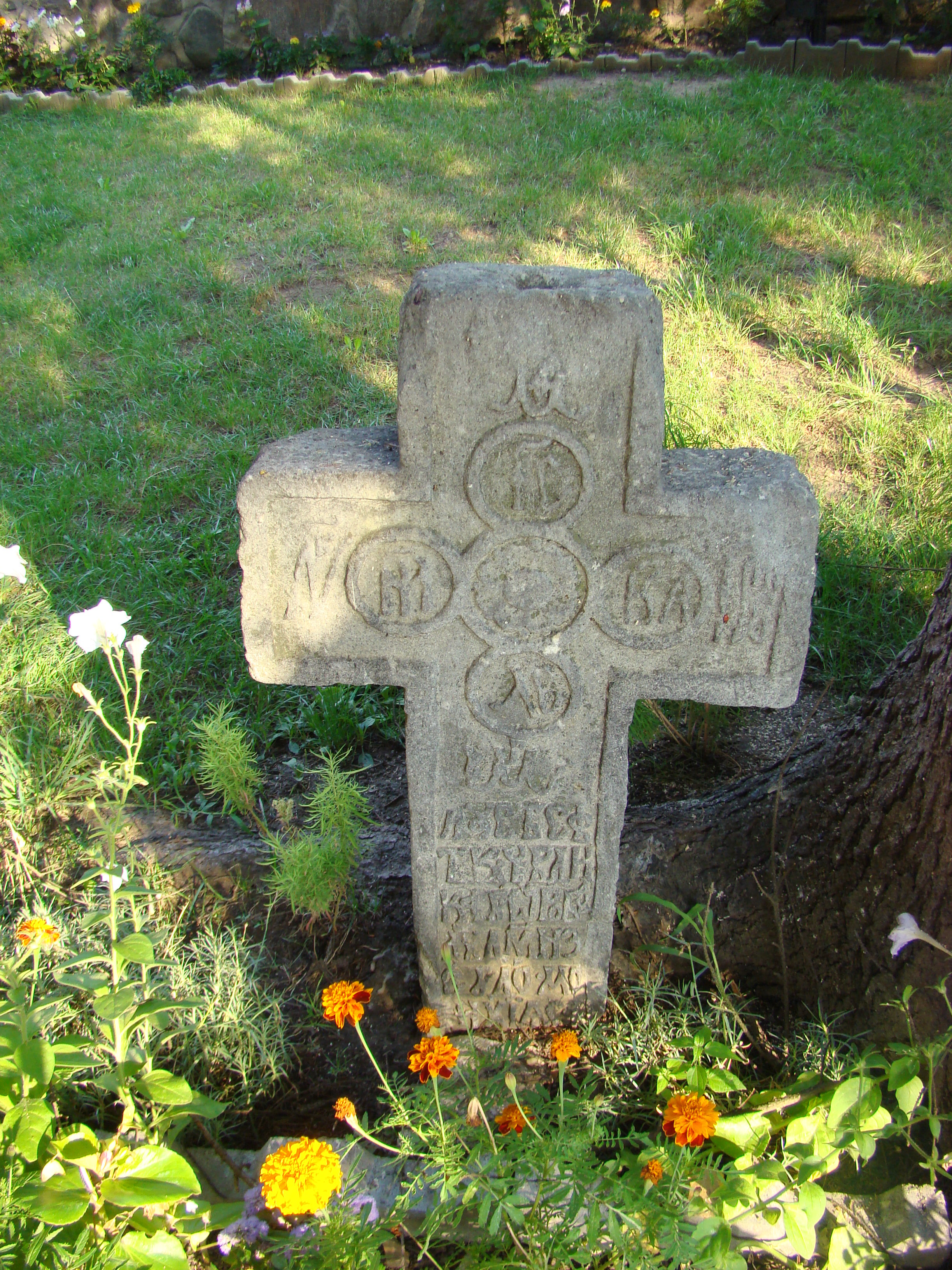
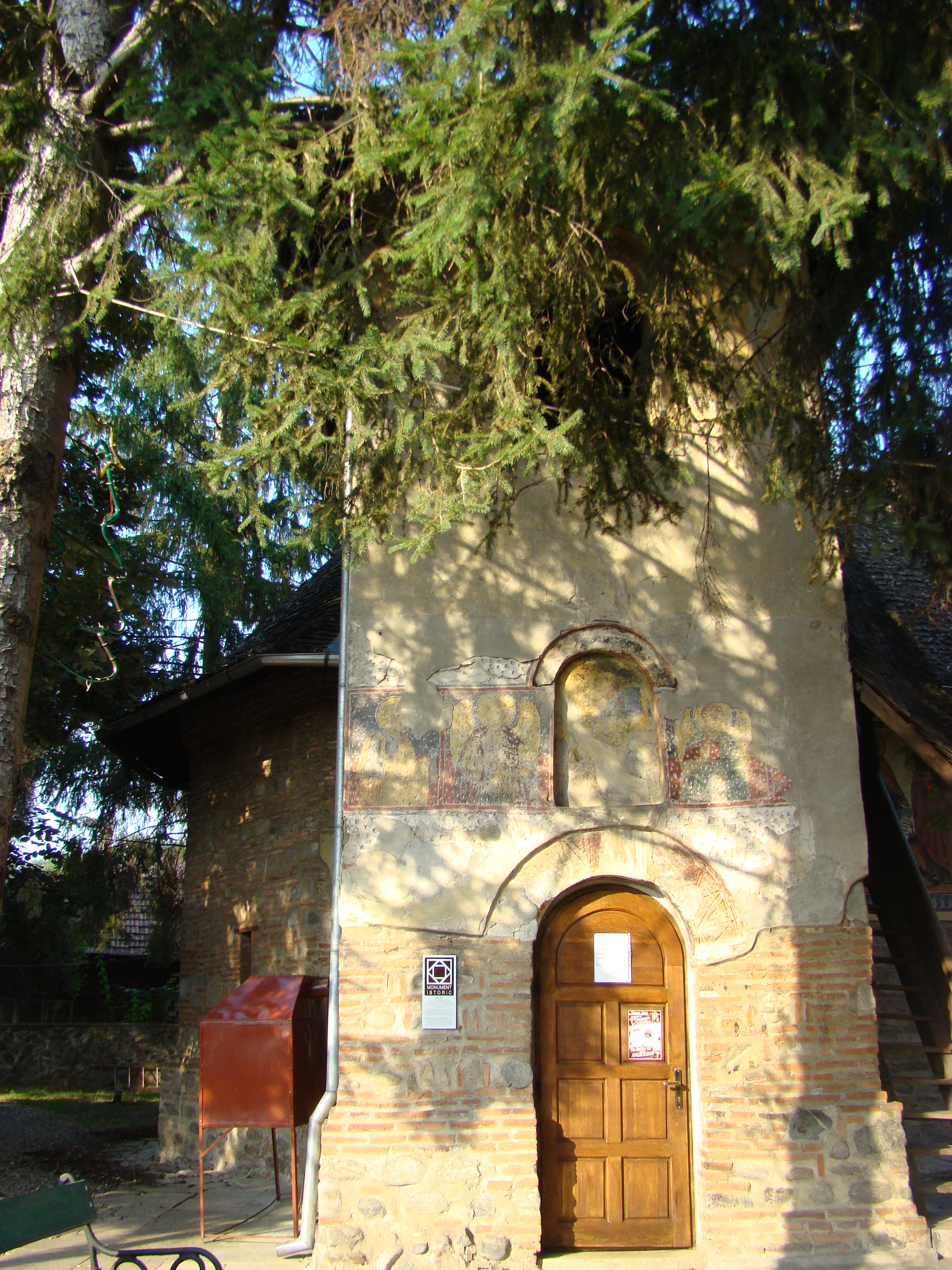
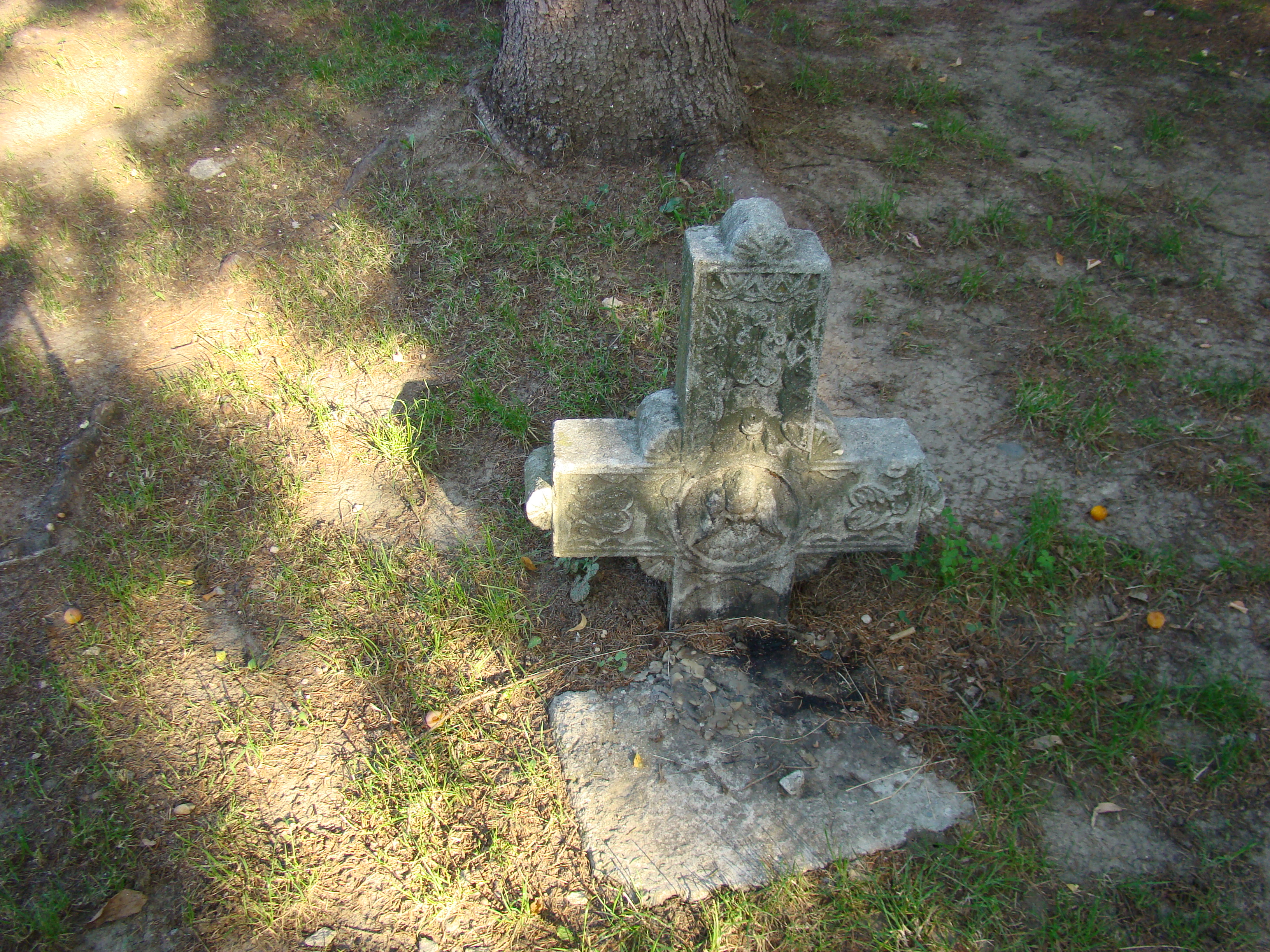
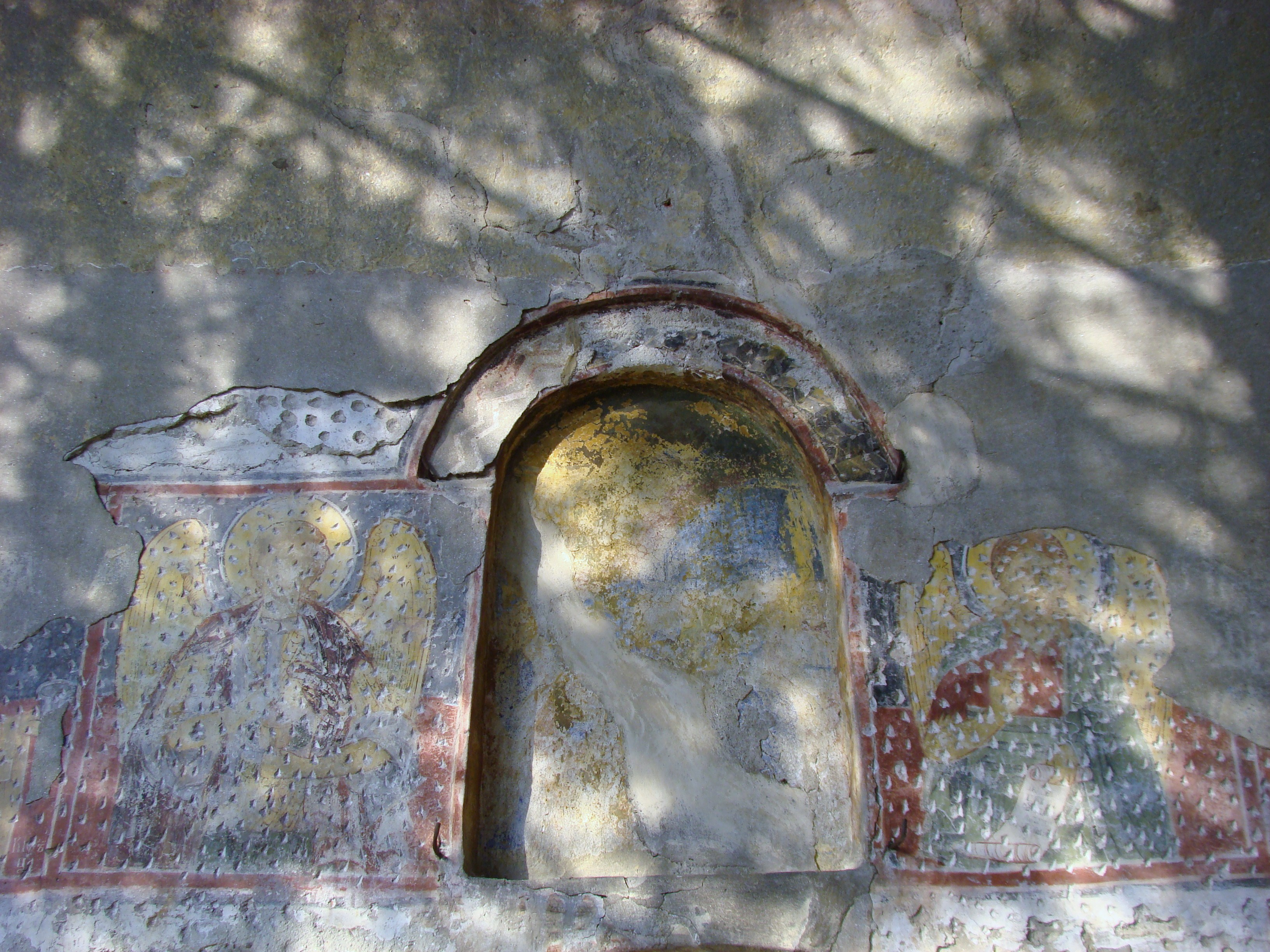
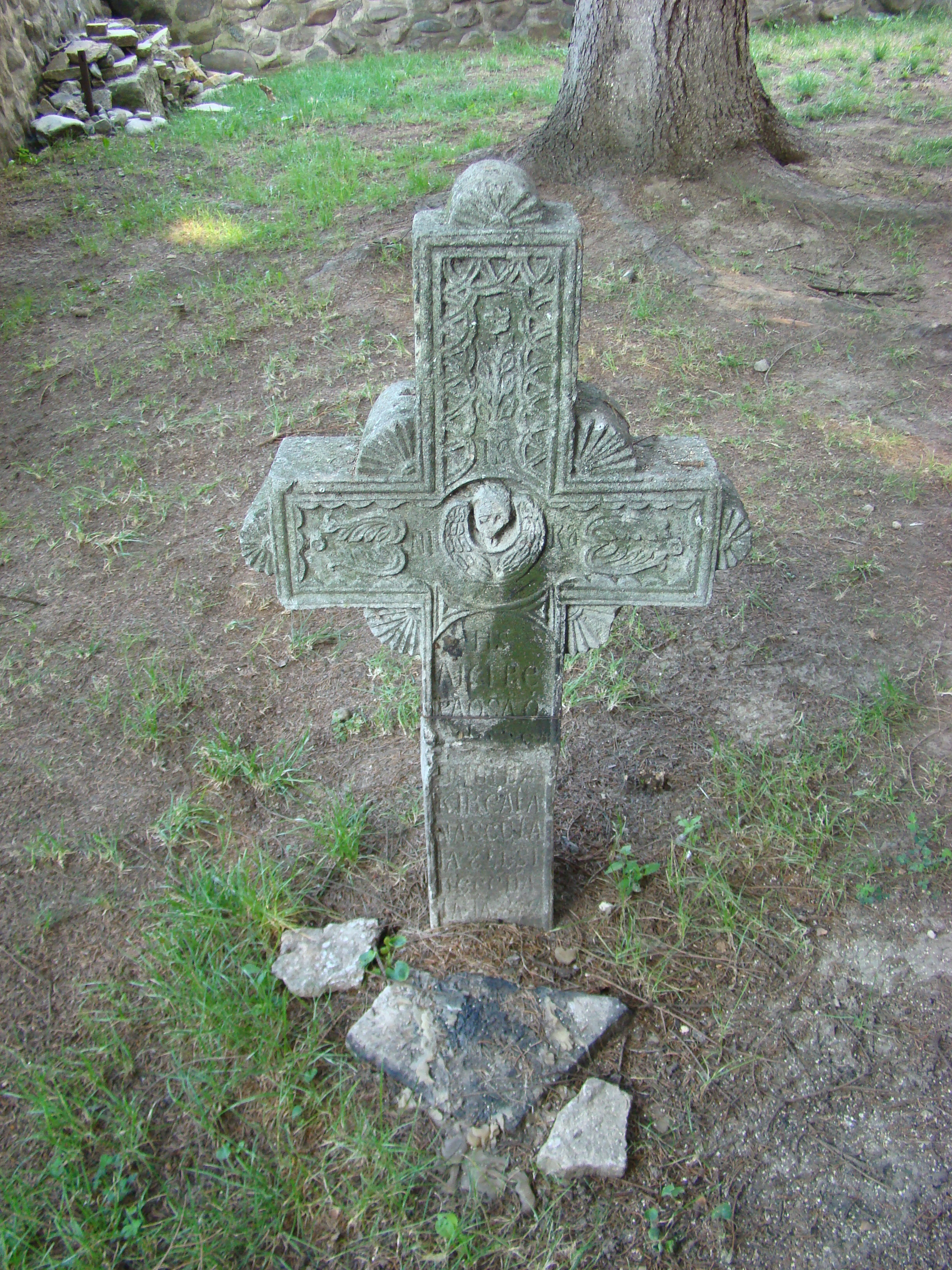
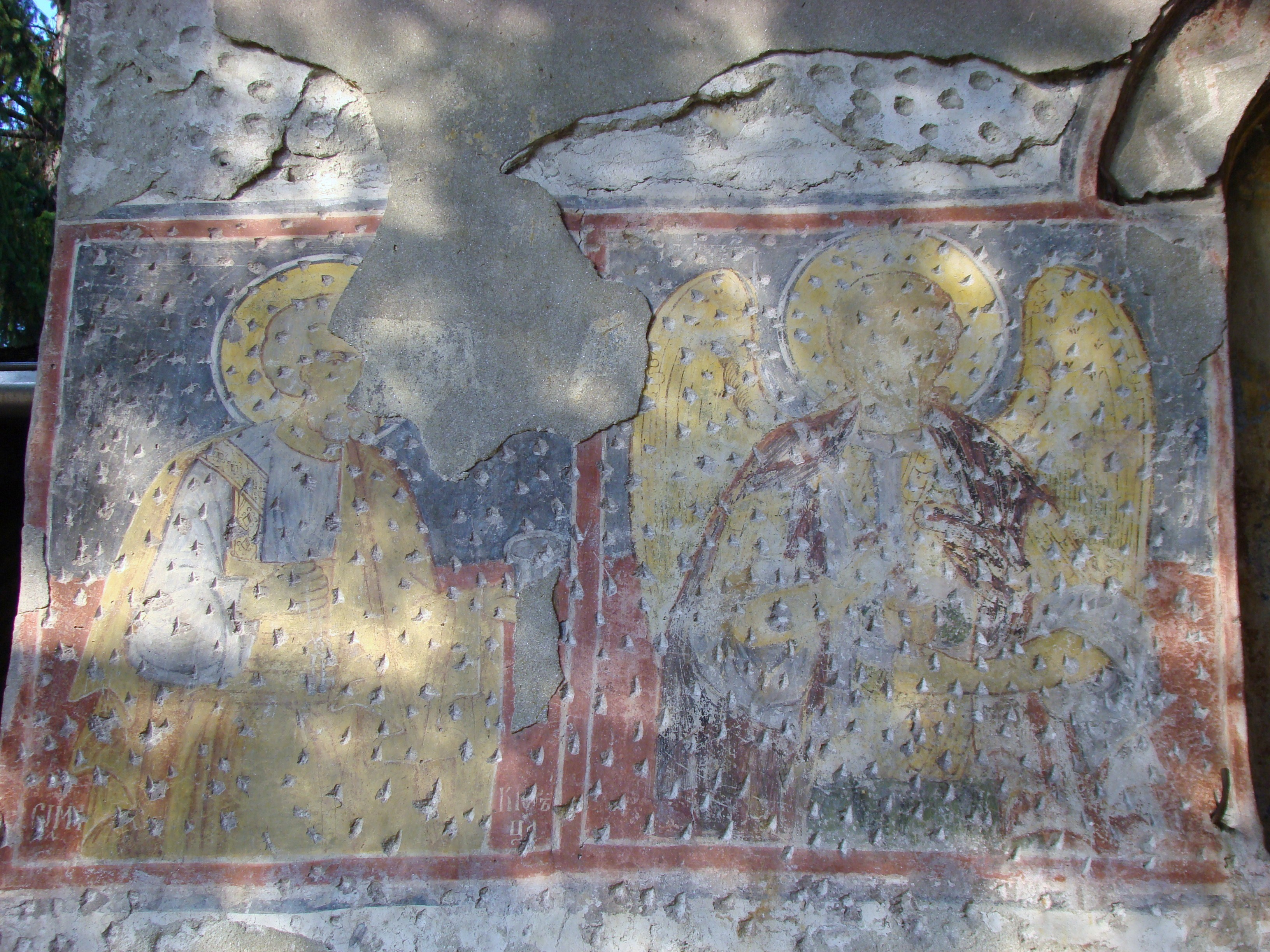
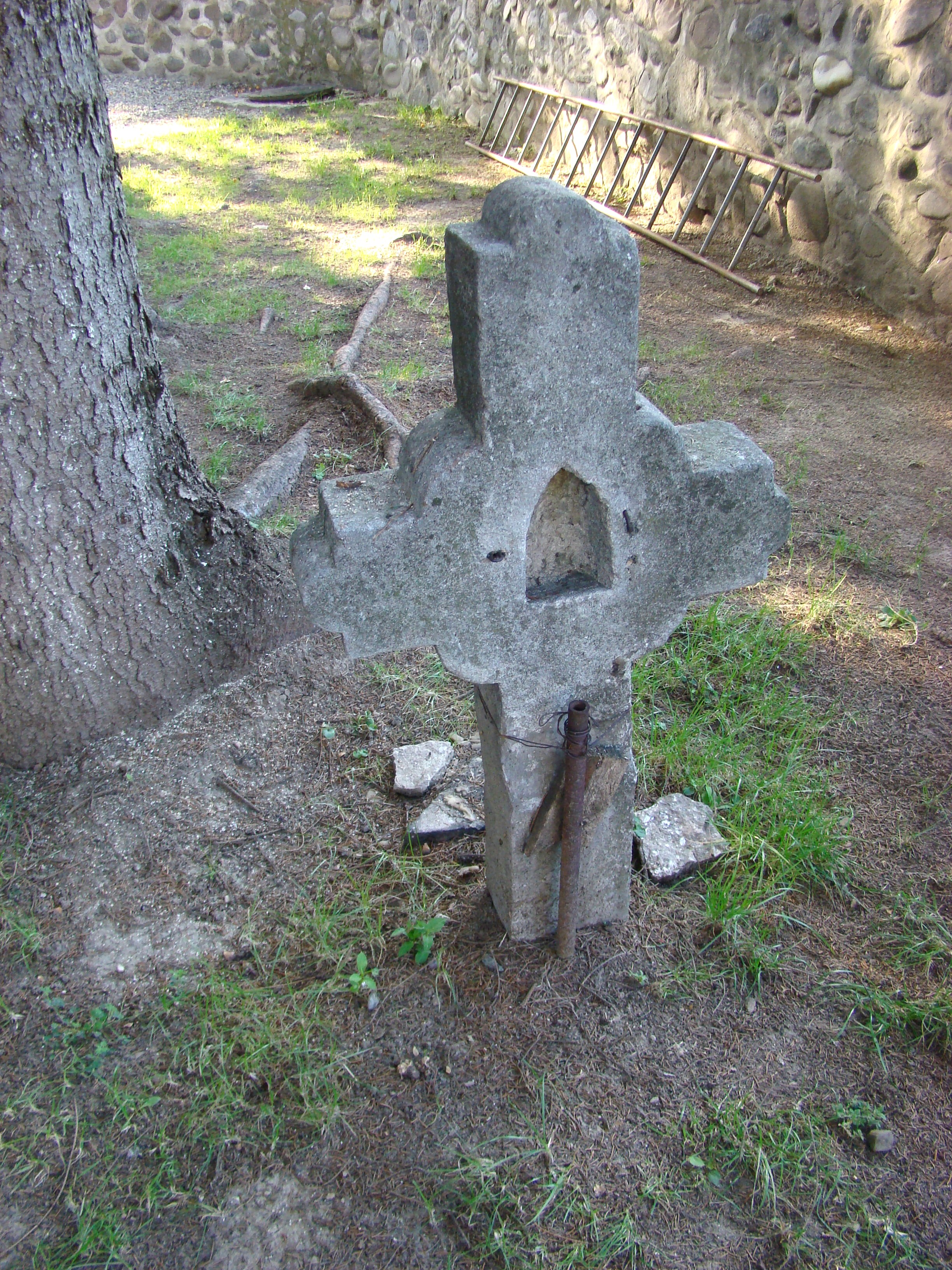
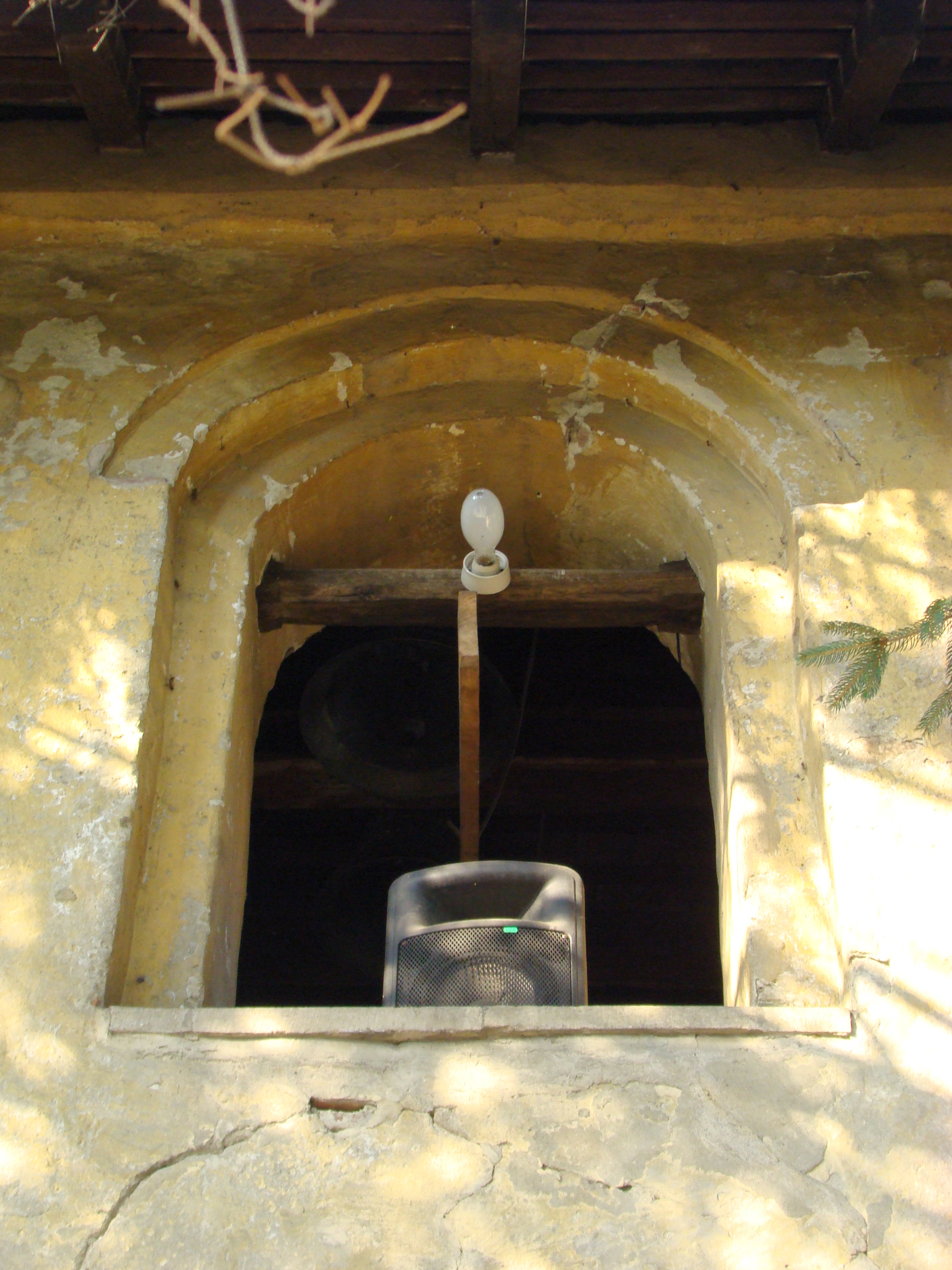
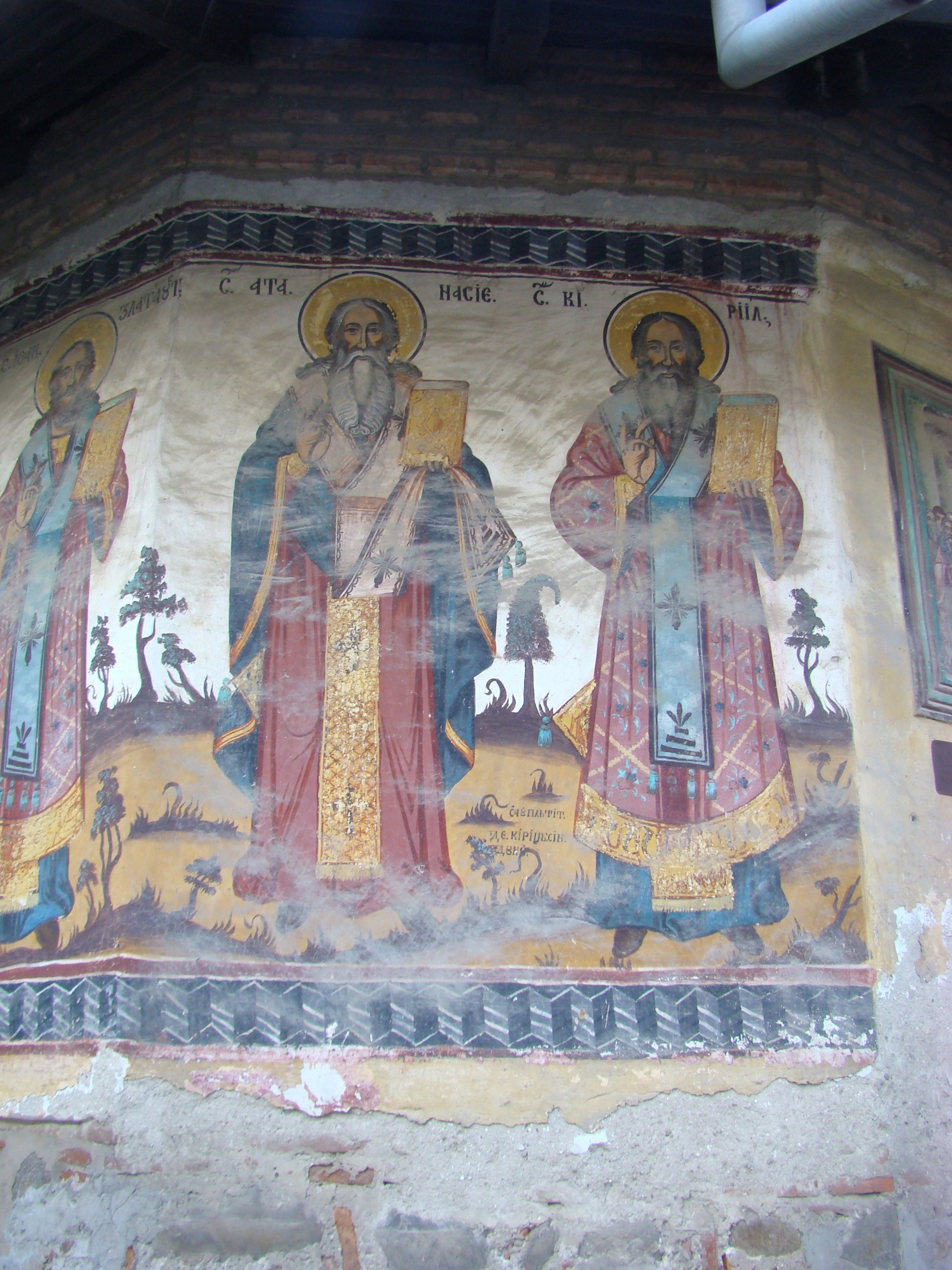
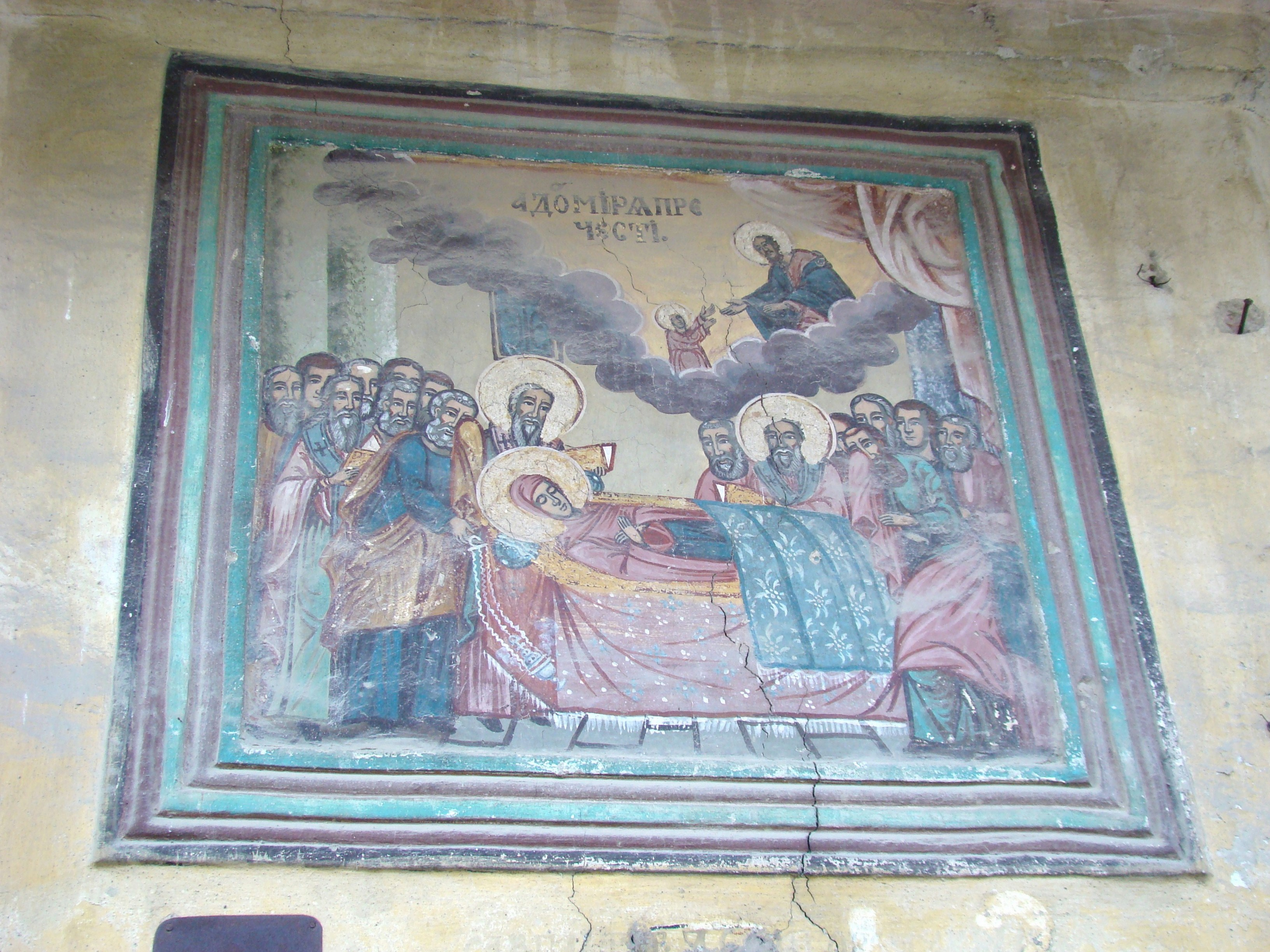
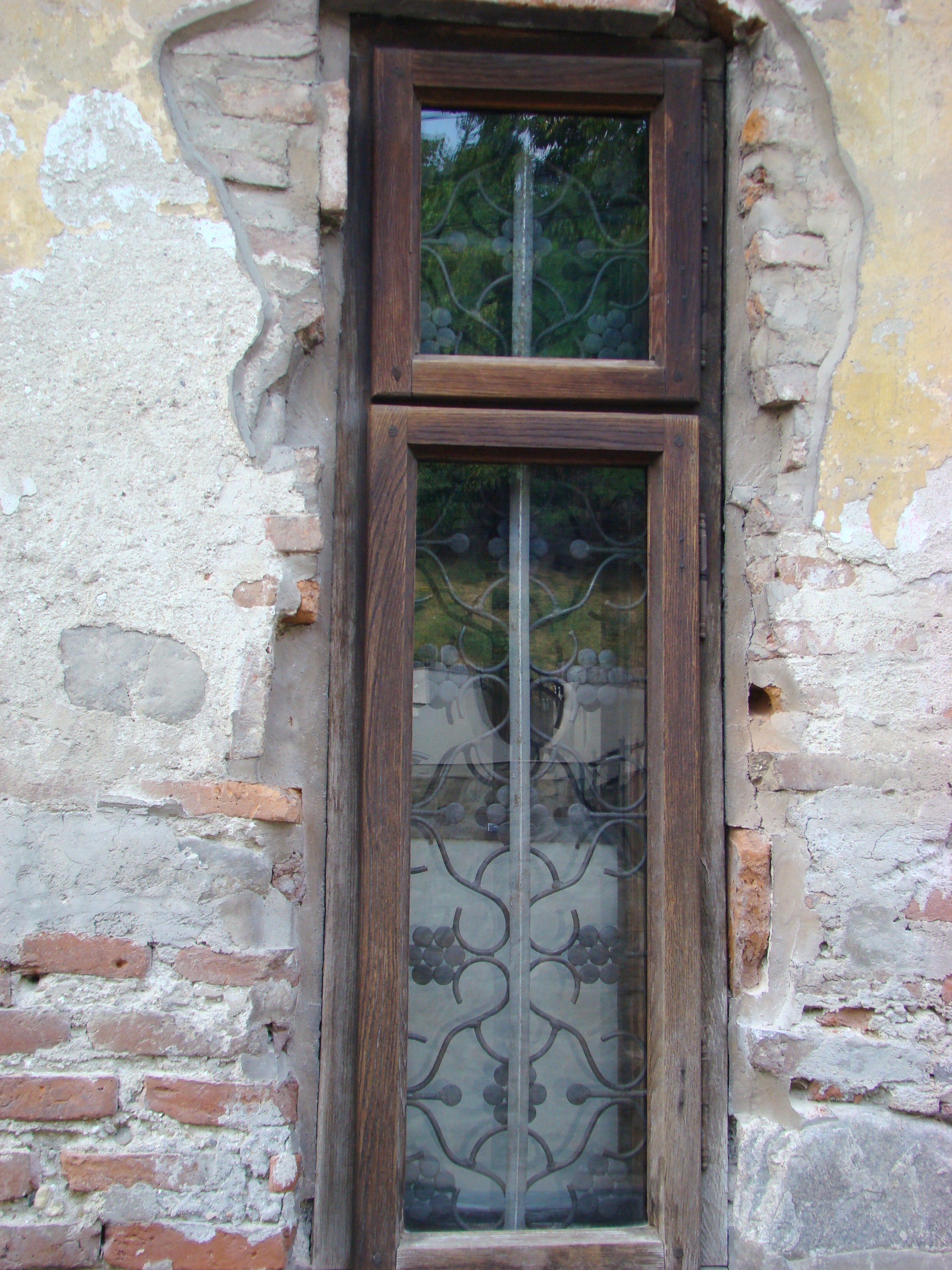
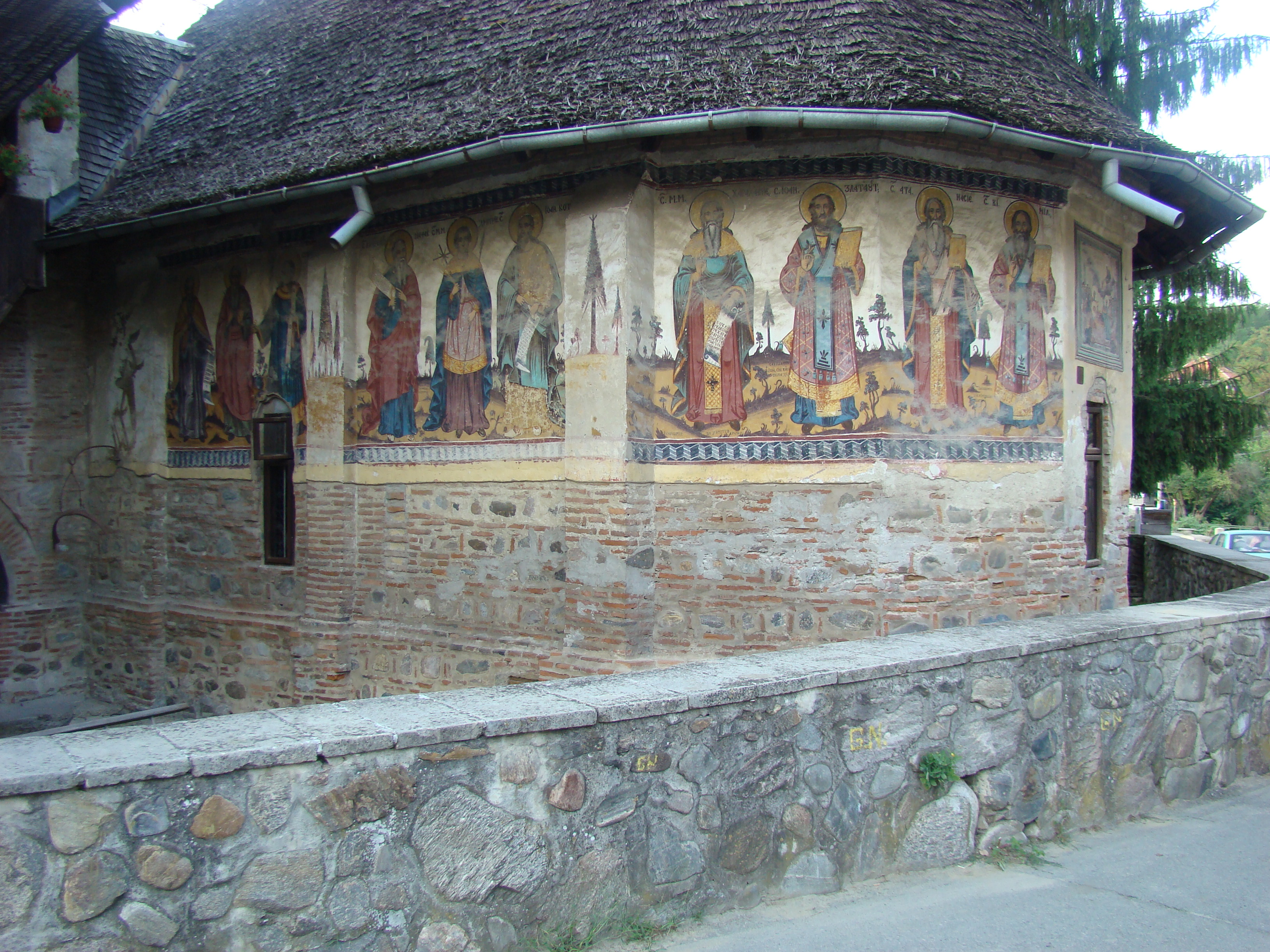
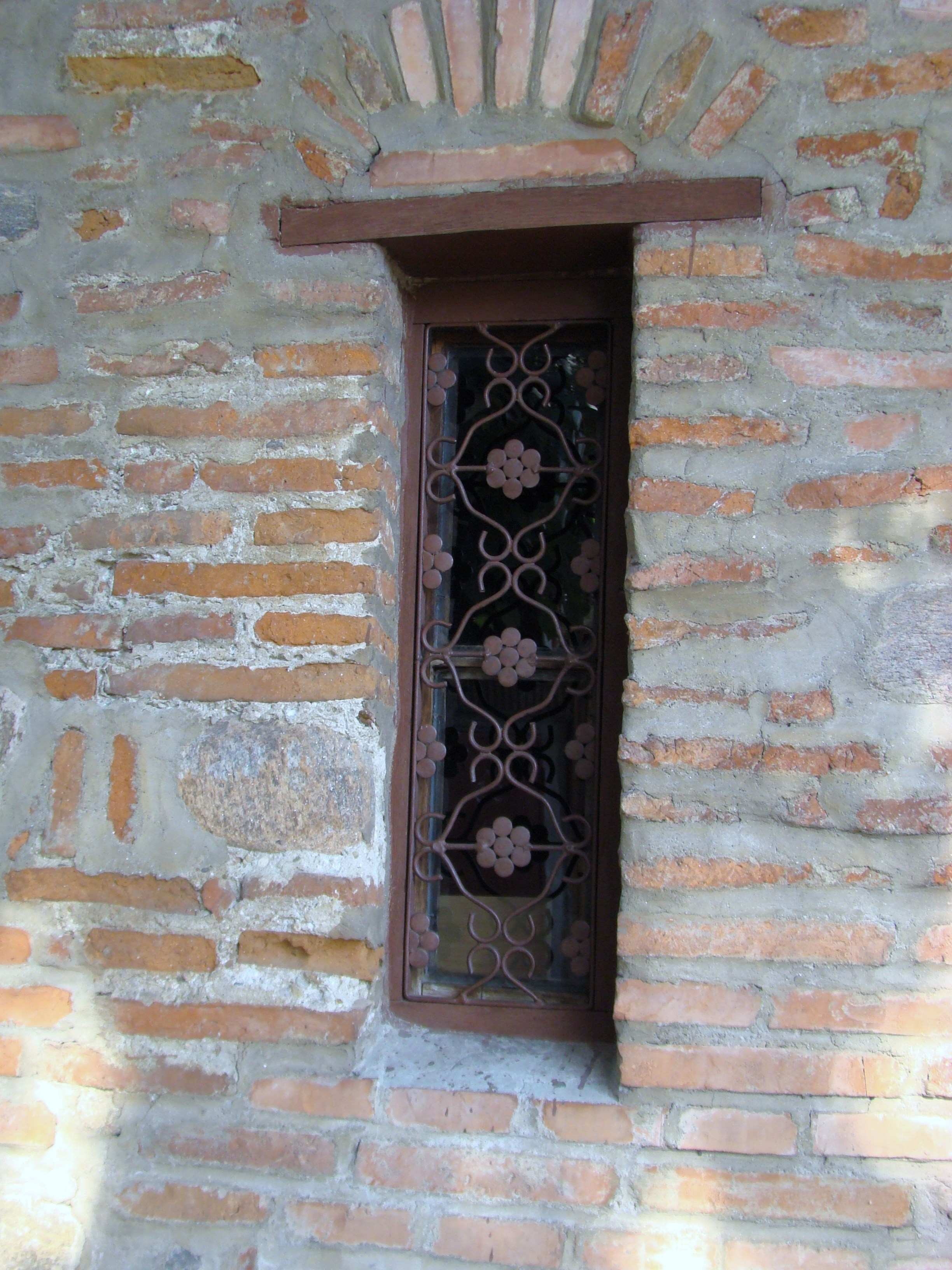
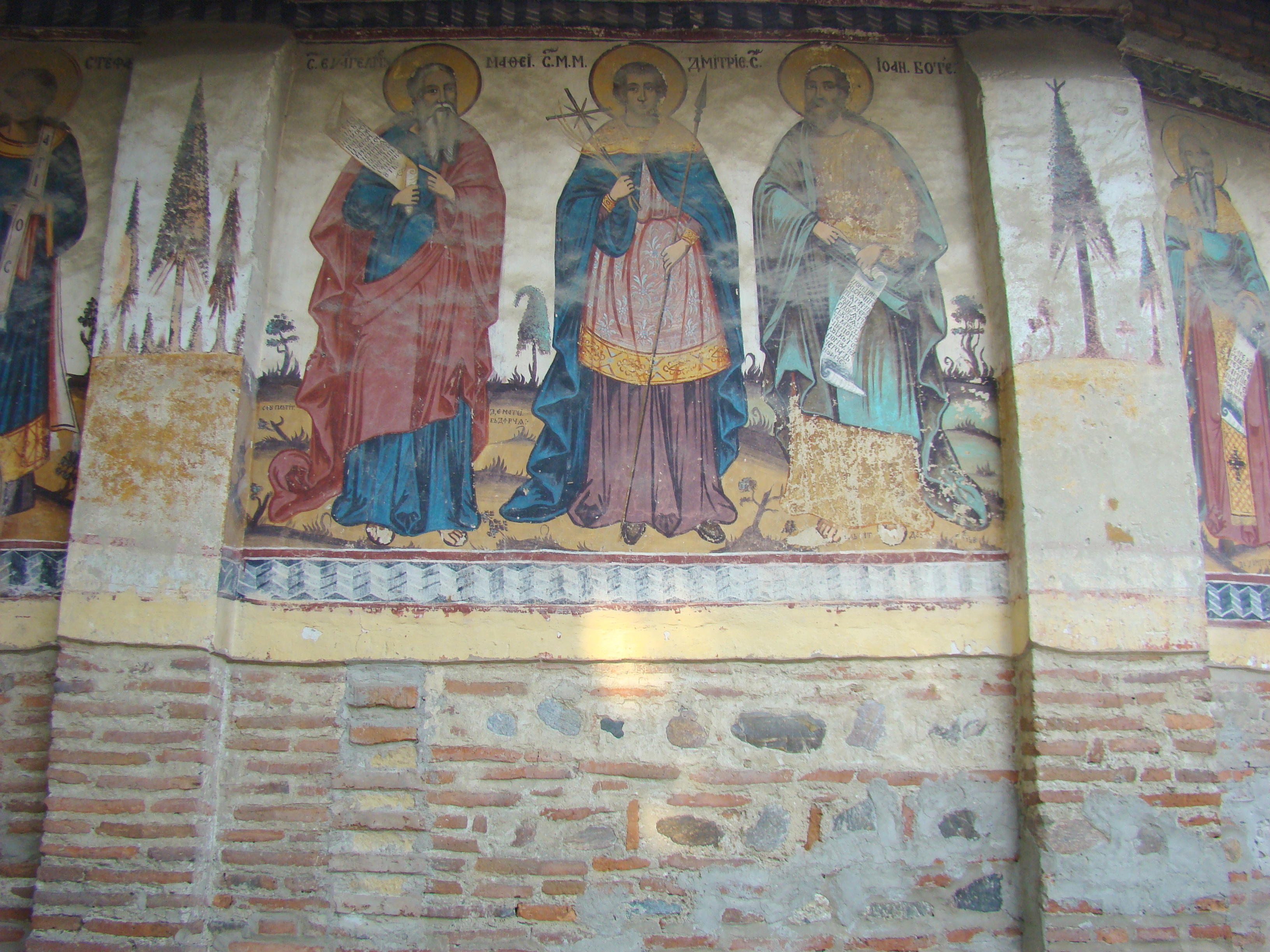
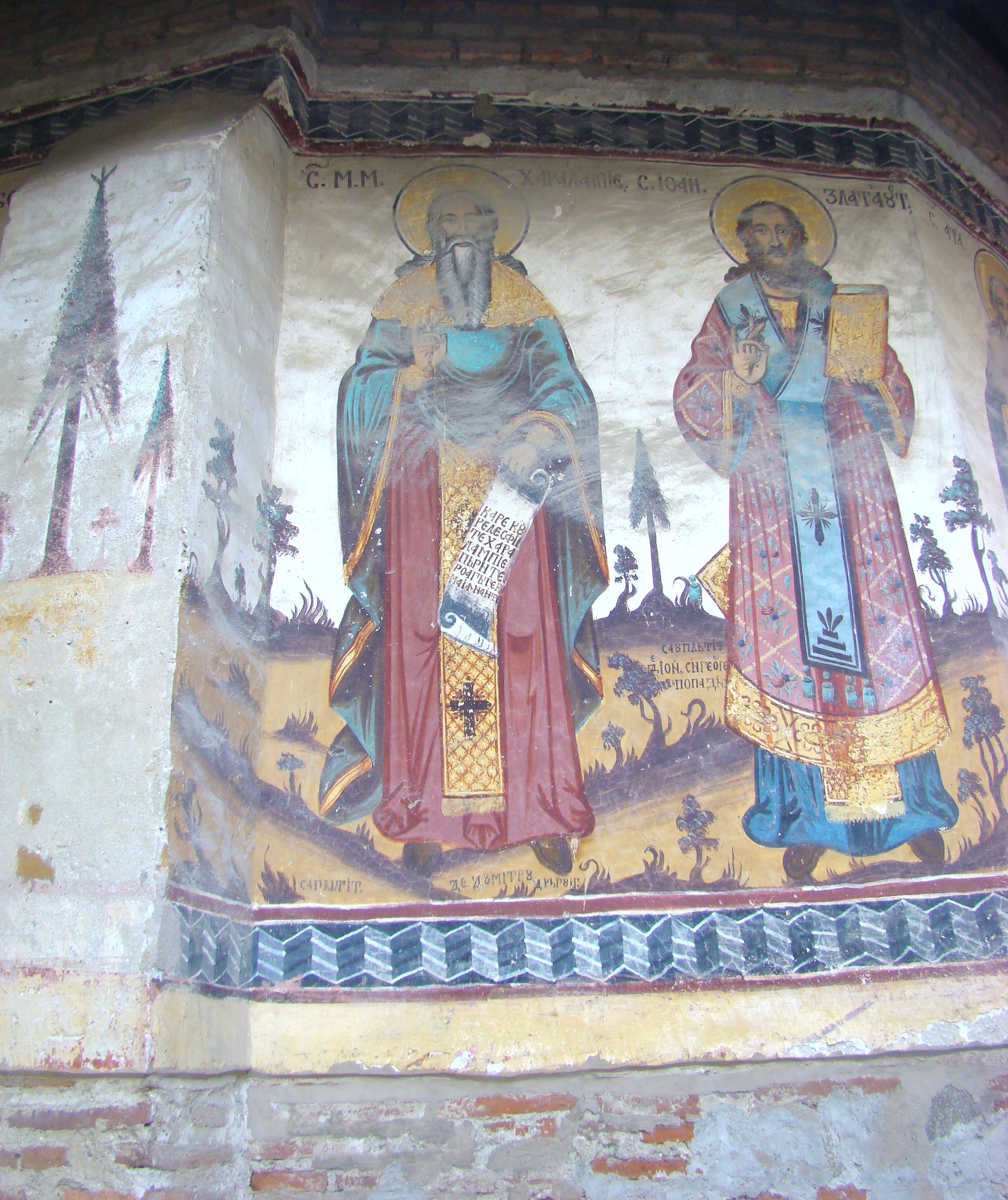
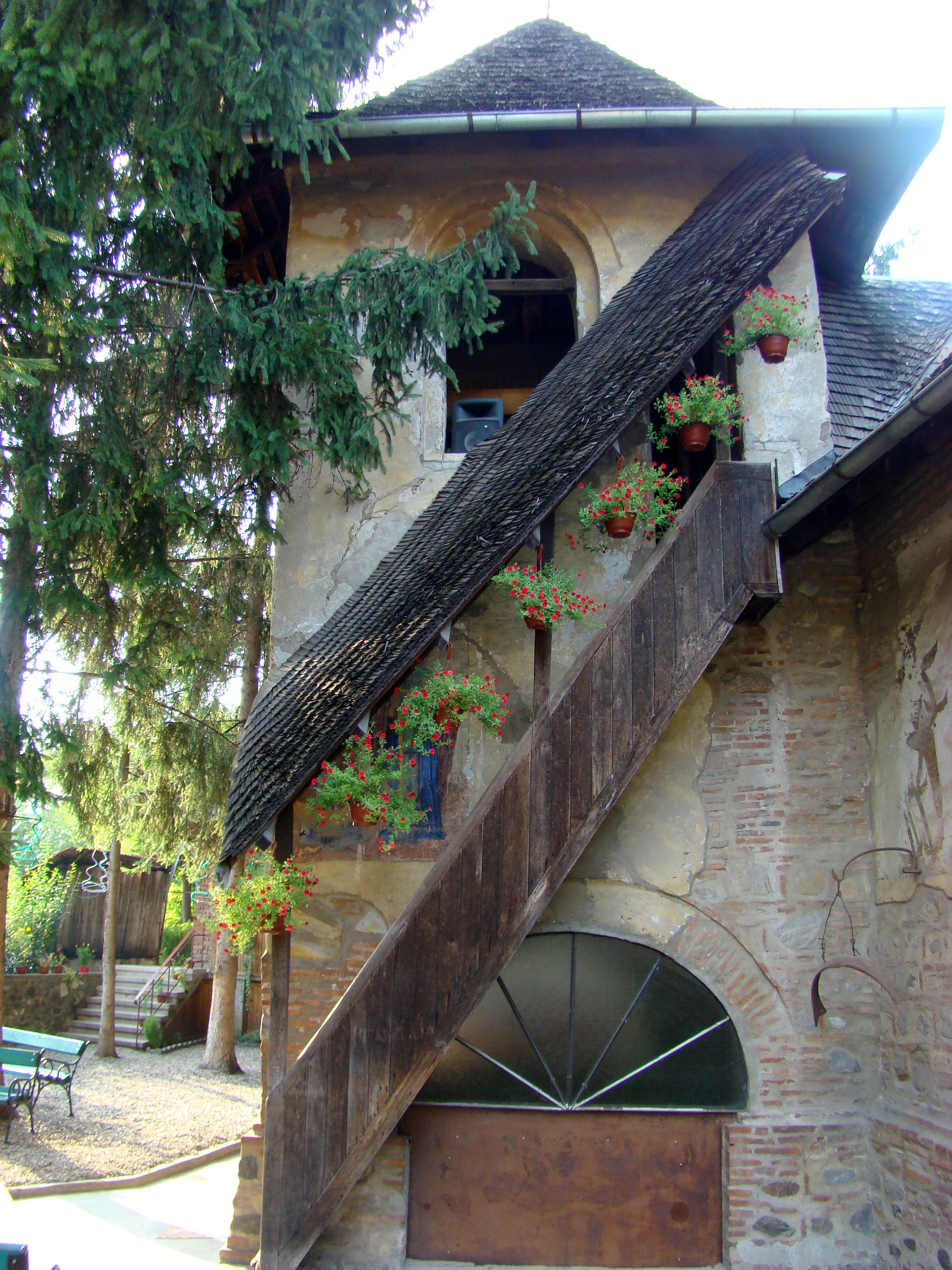
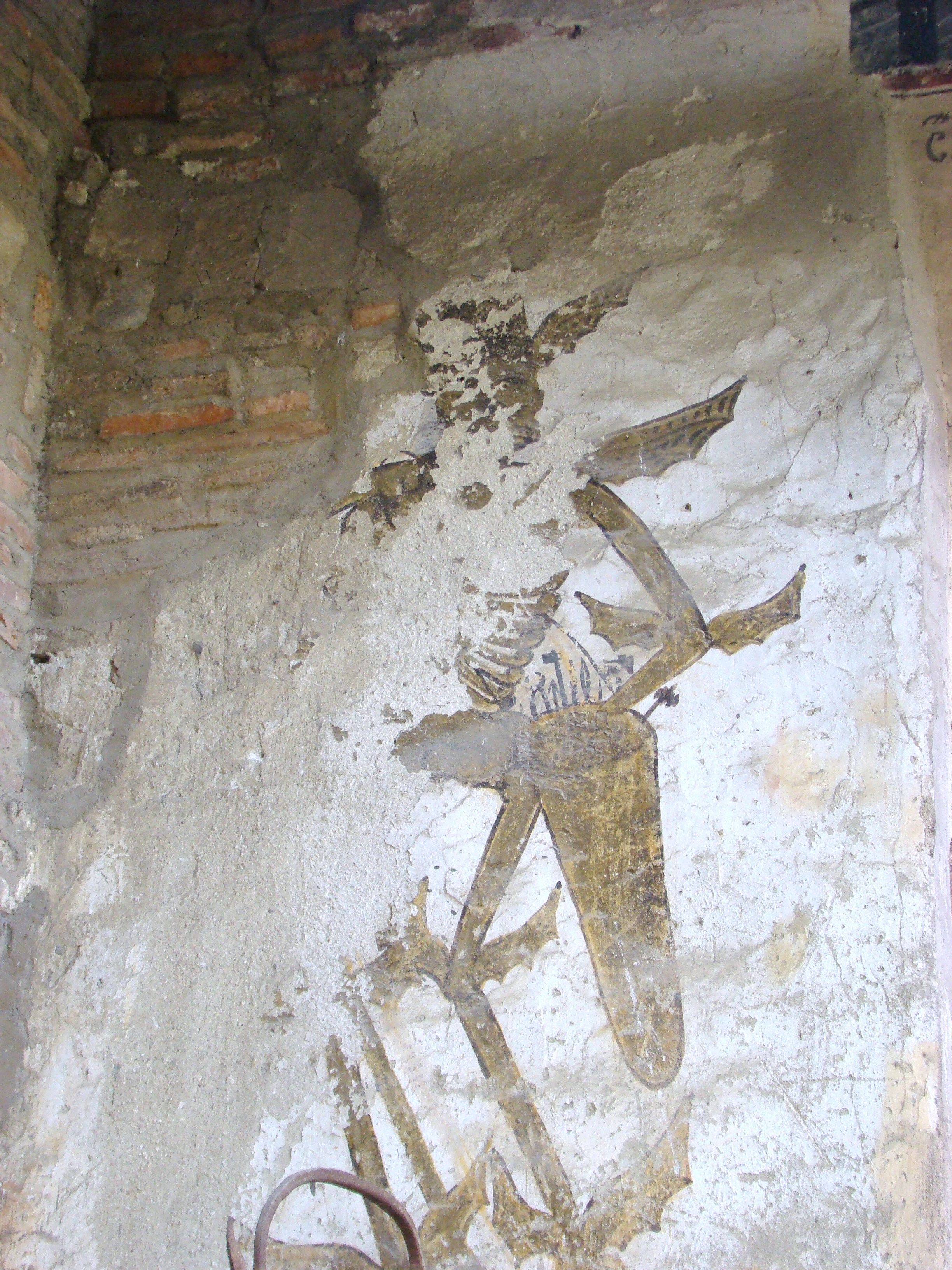
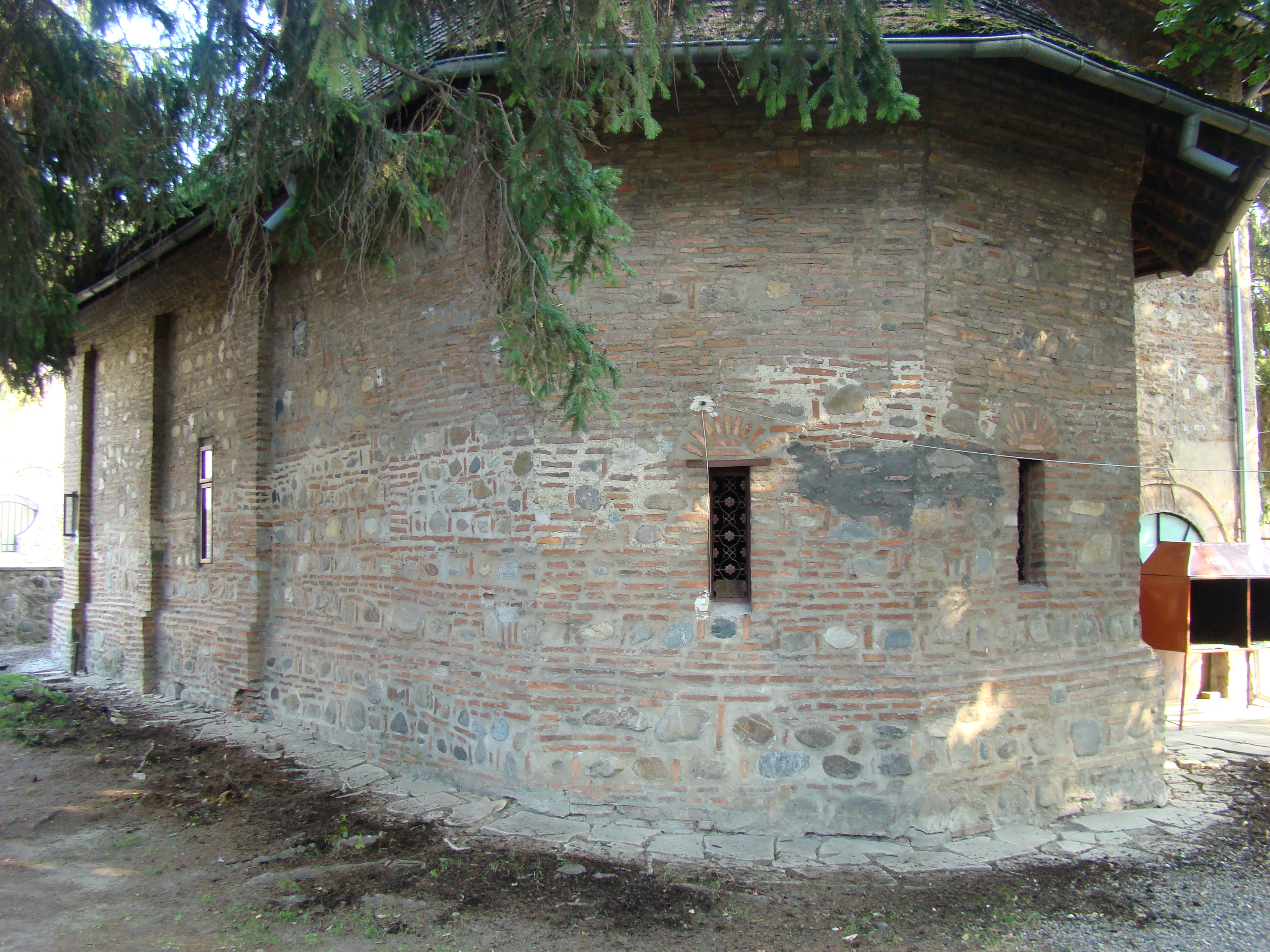
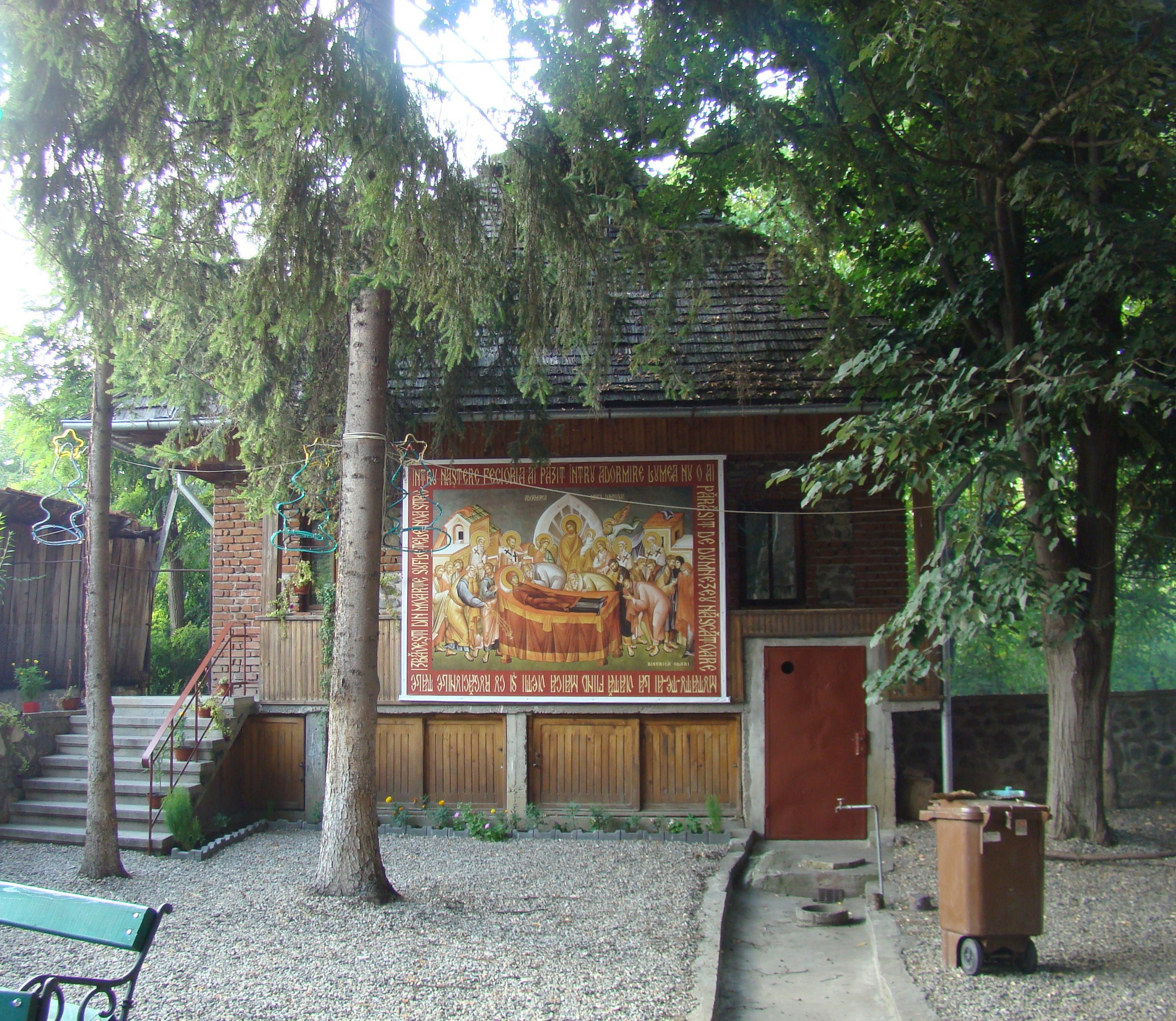

## Imagini din interior

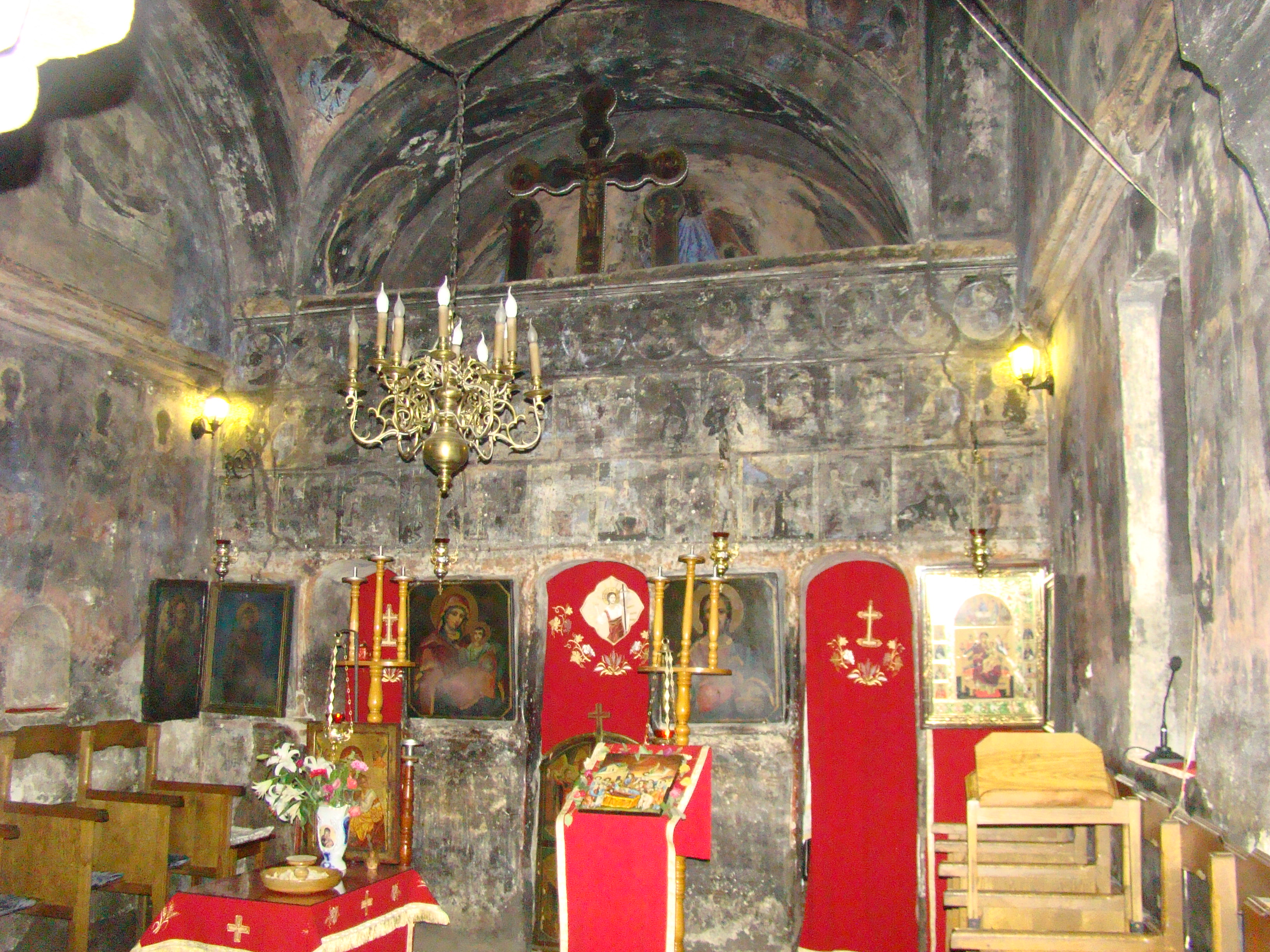
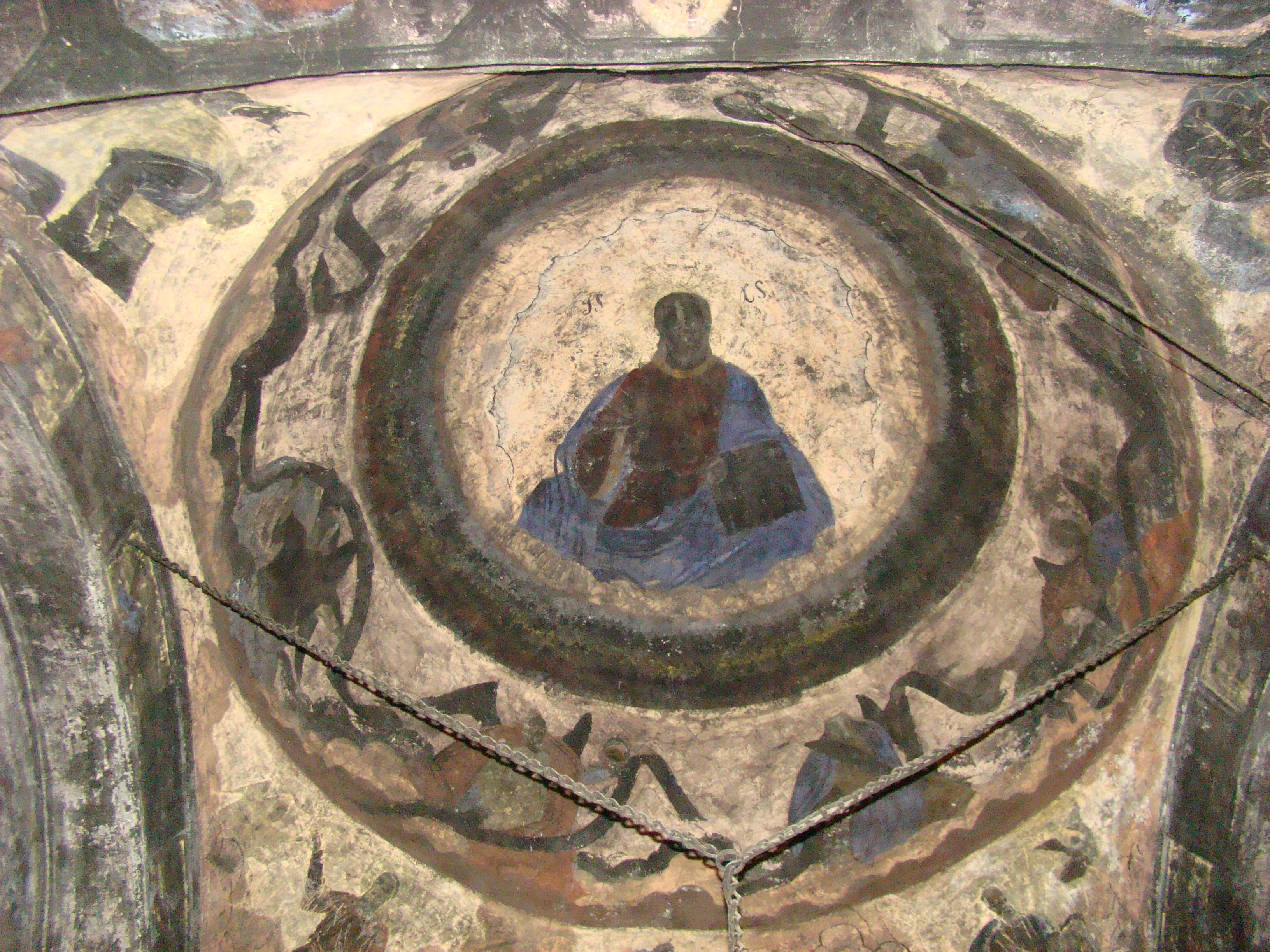
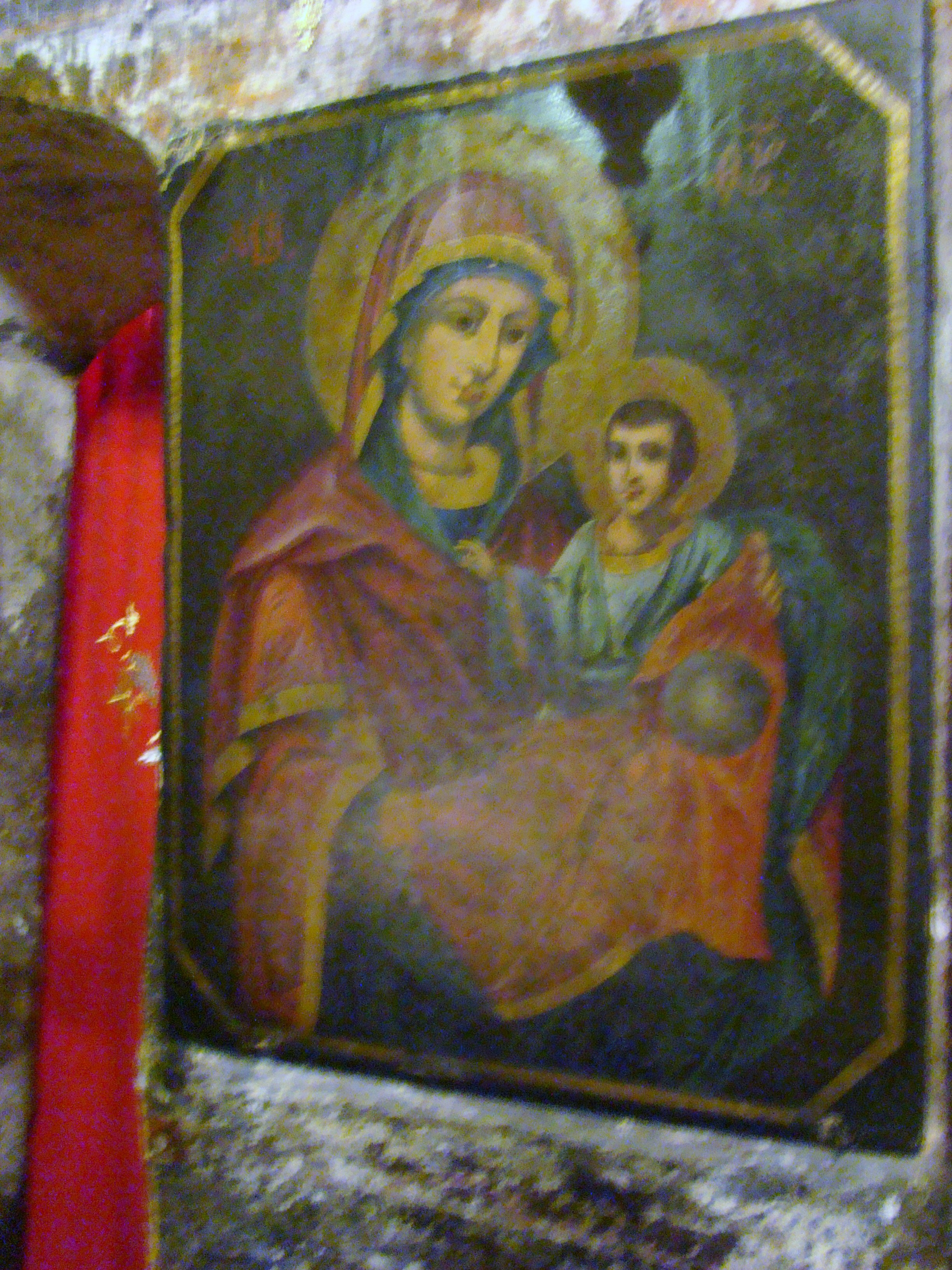
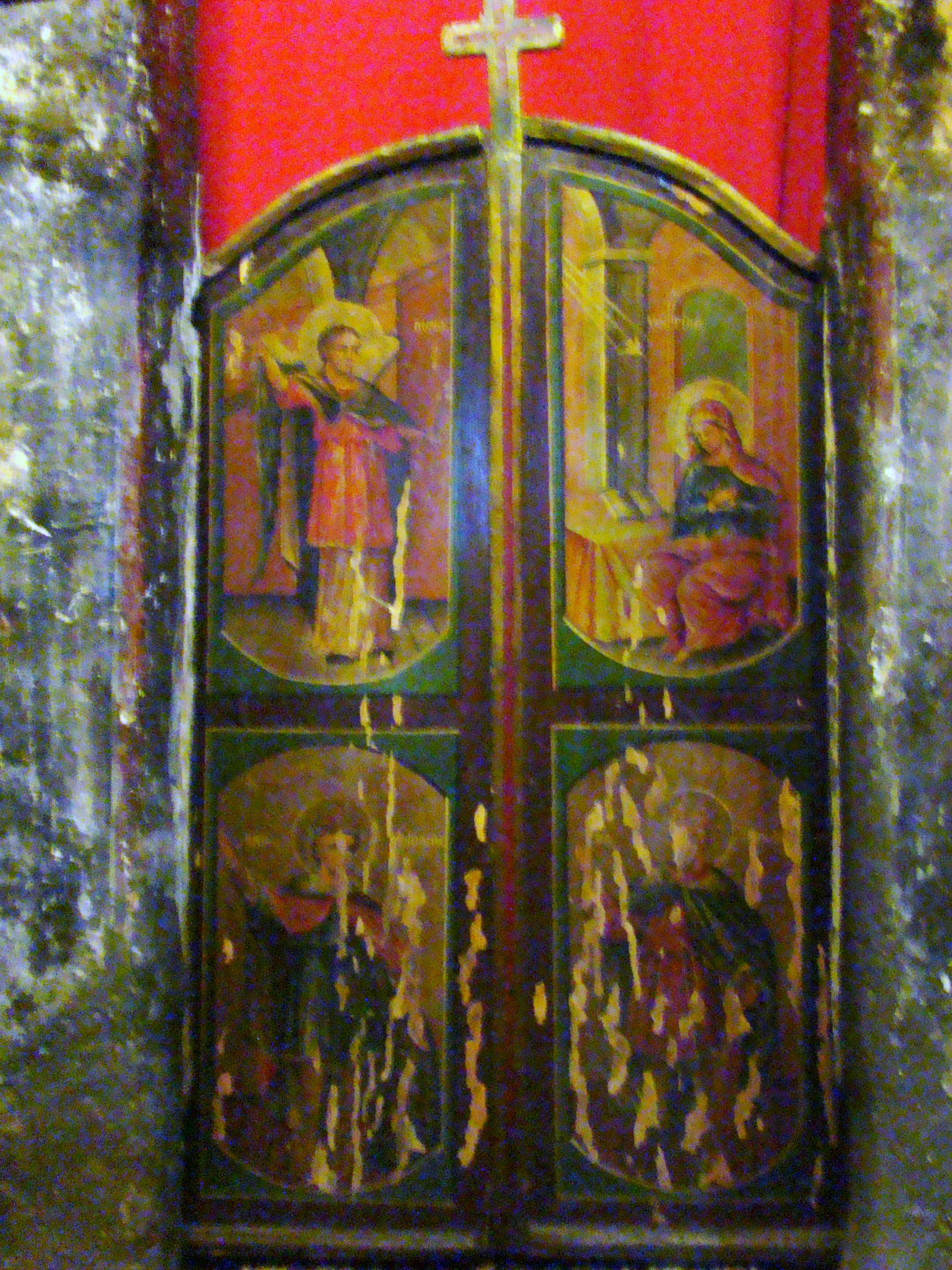
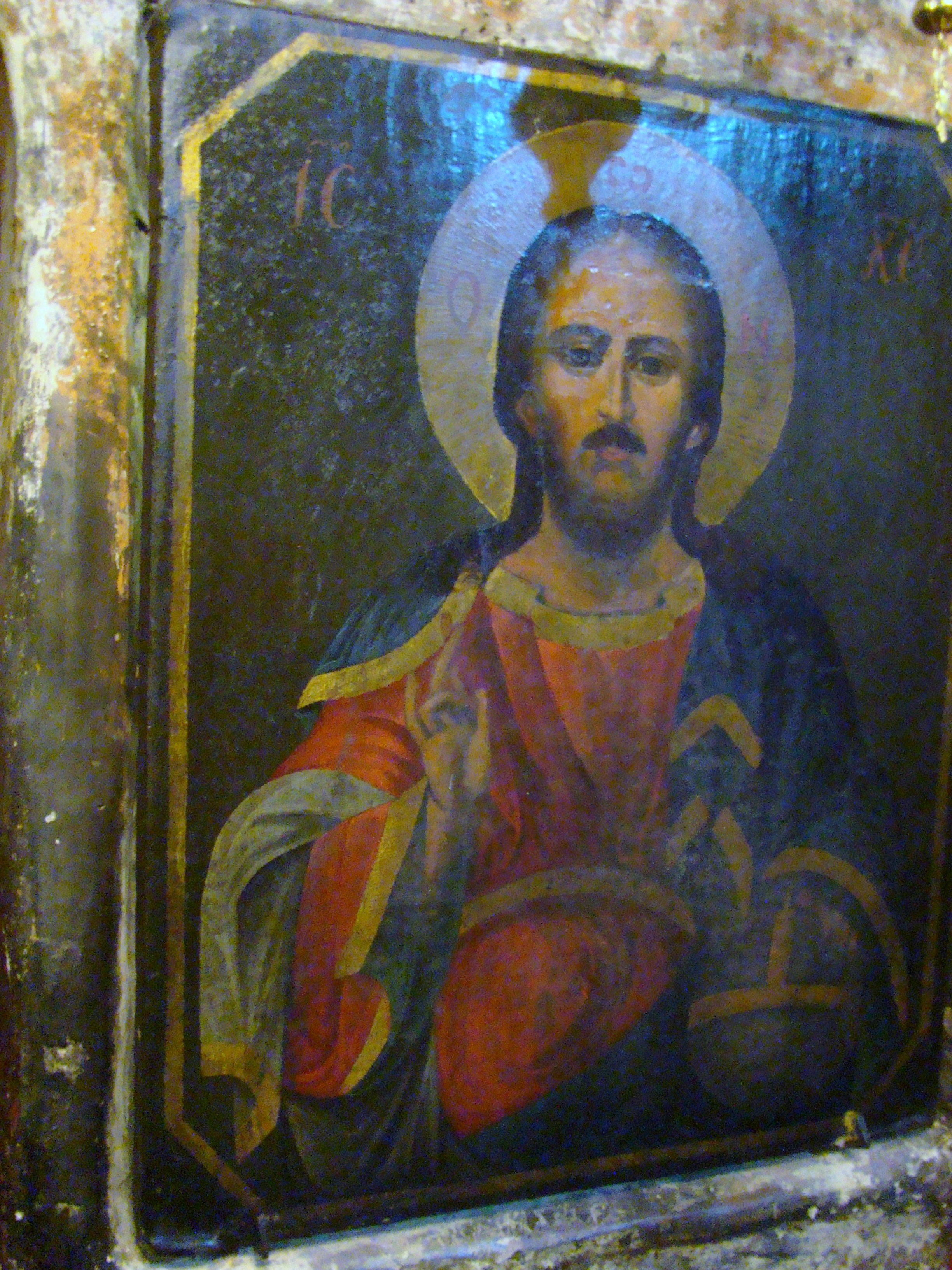
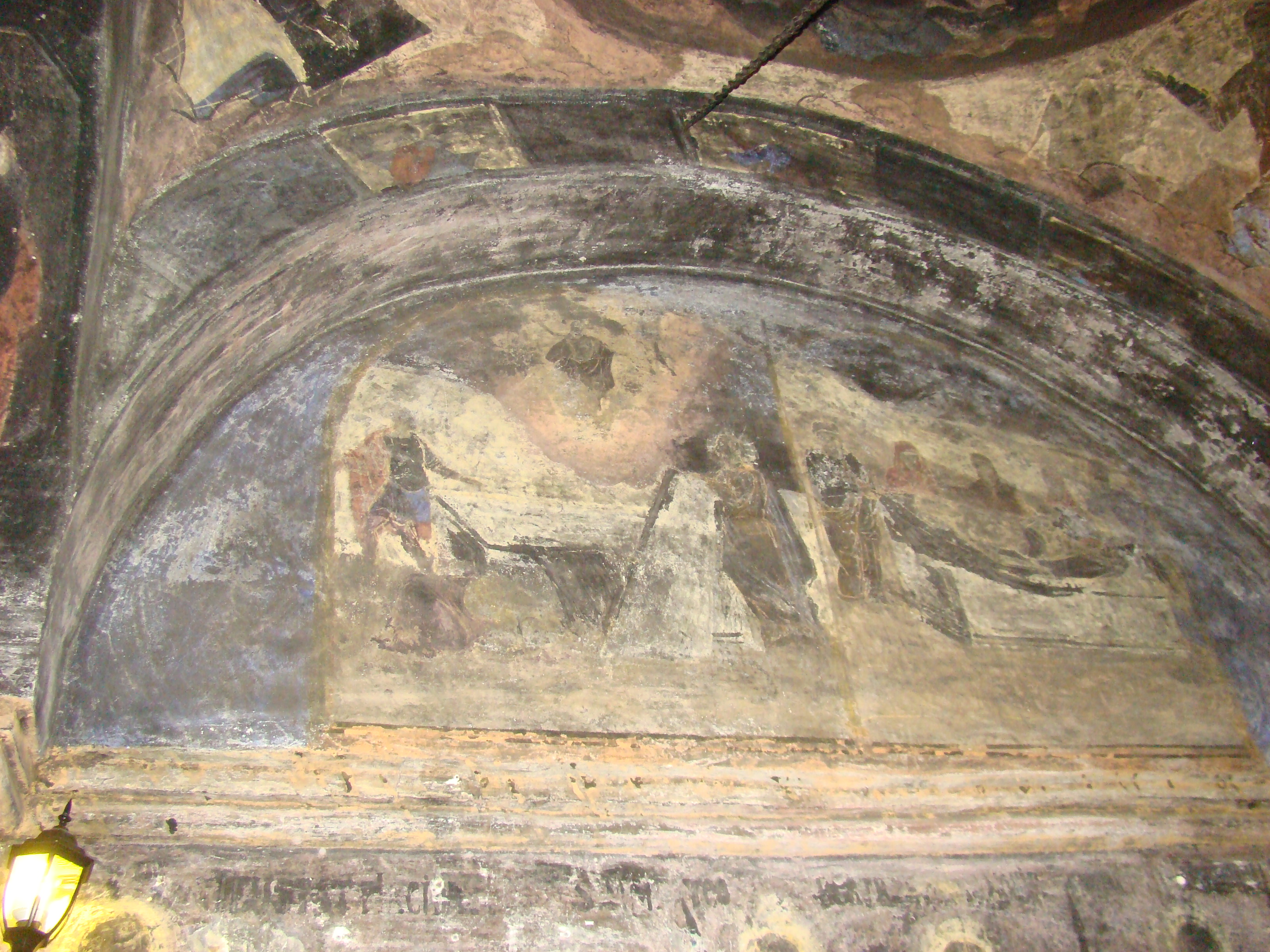
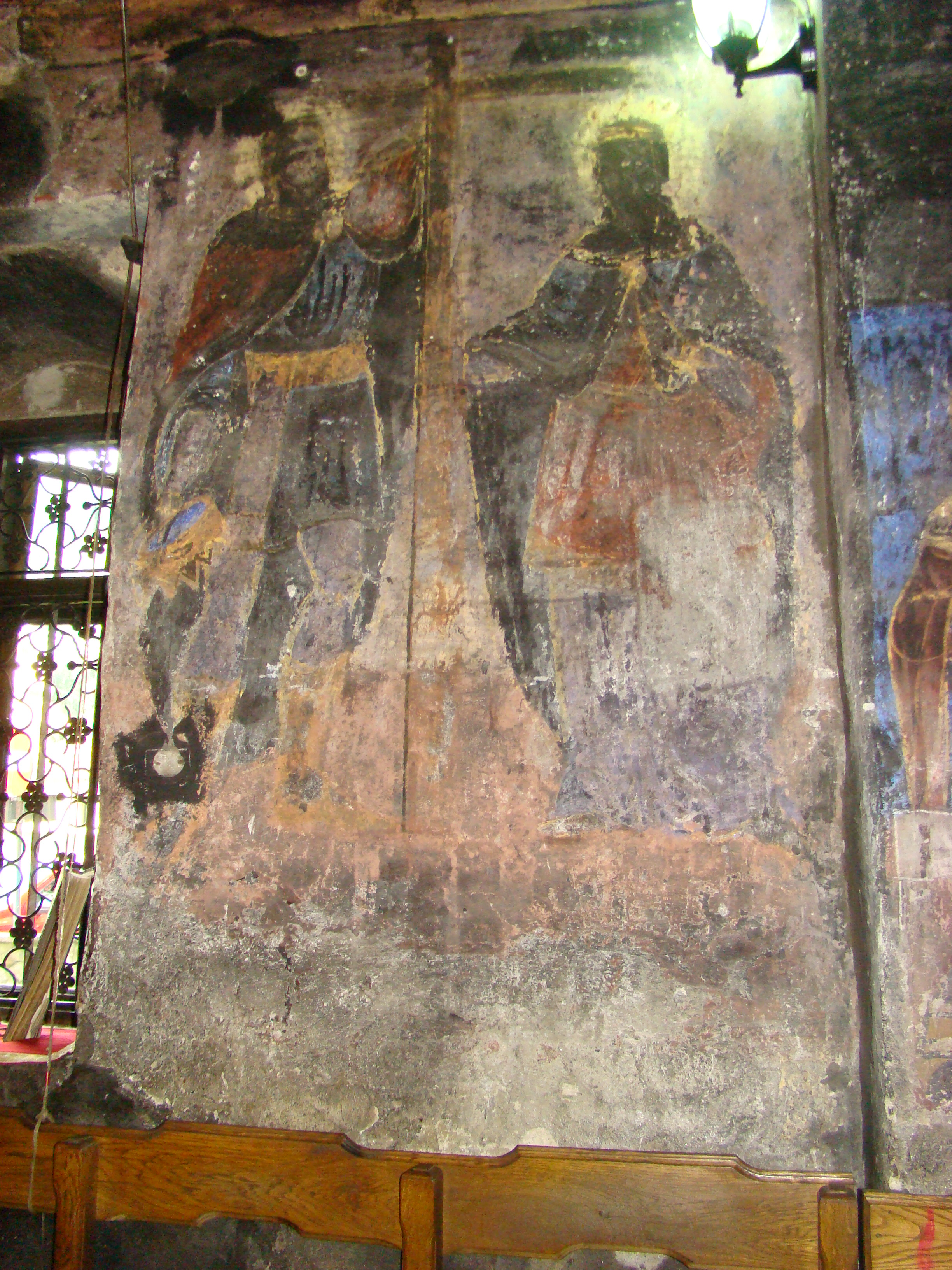
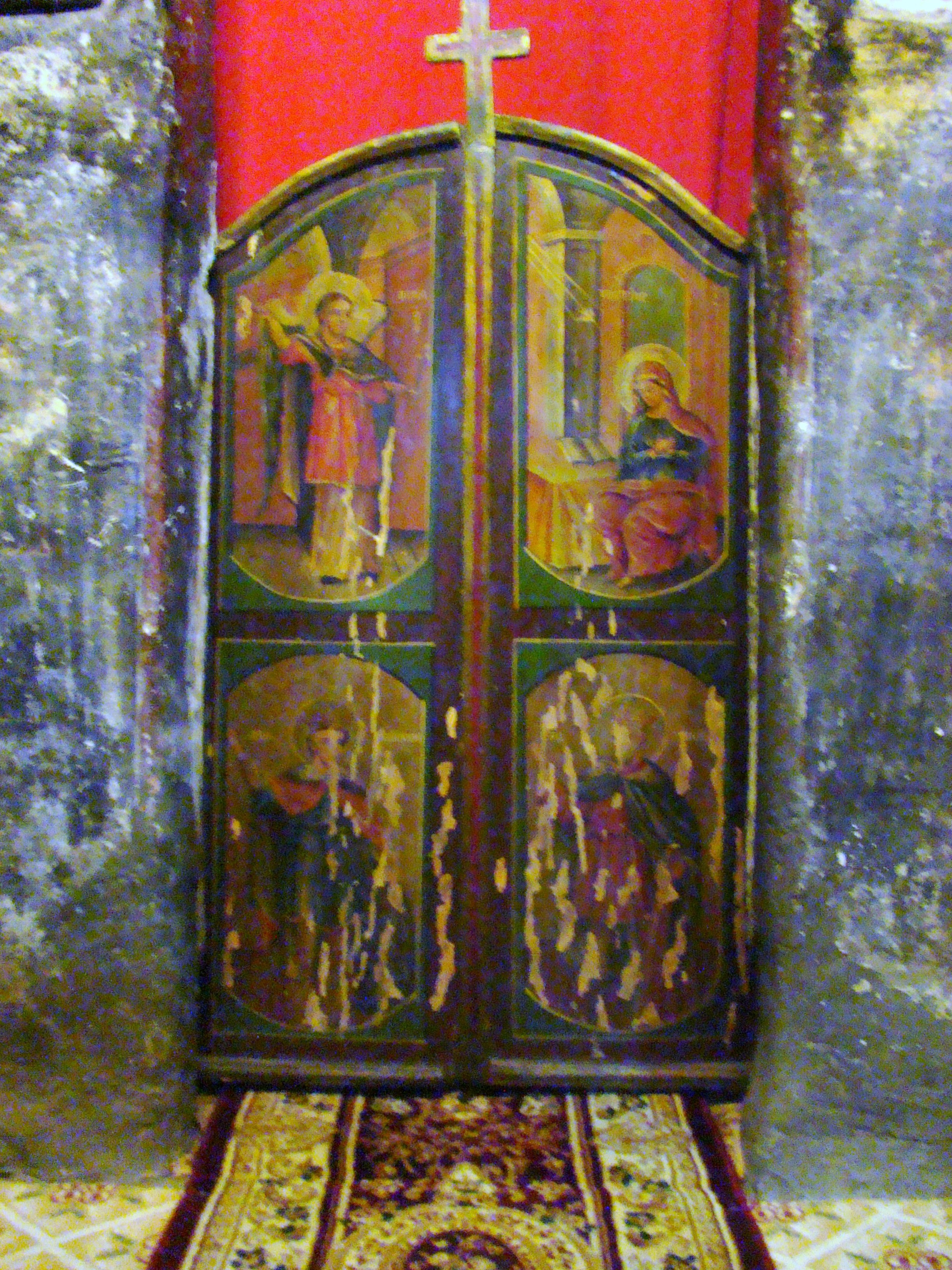
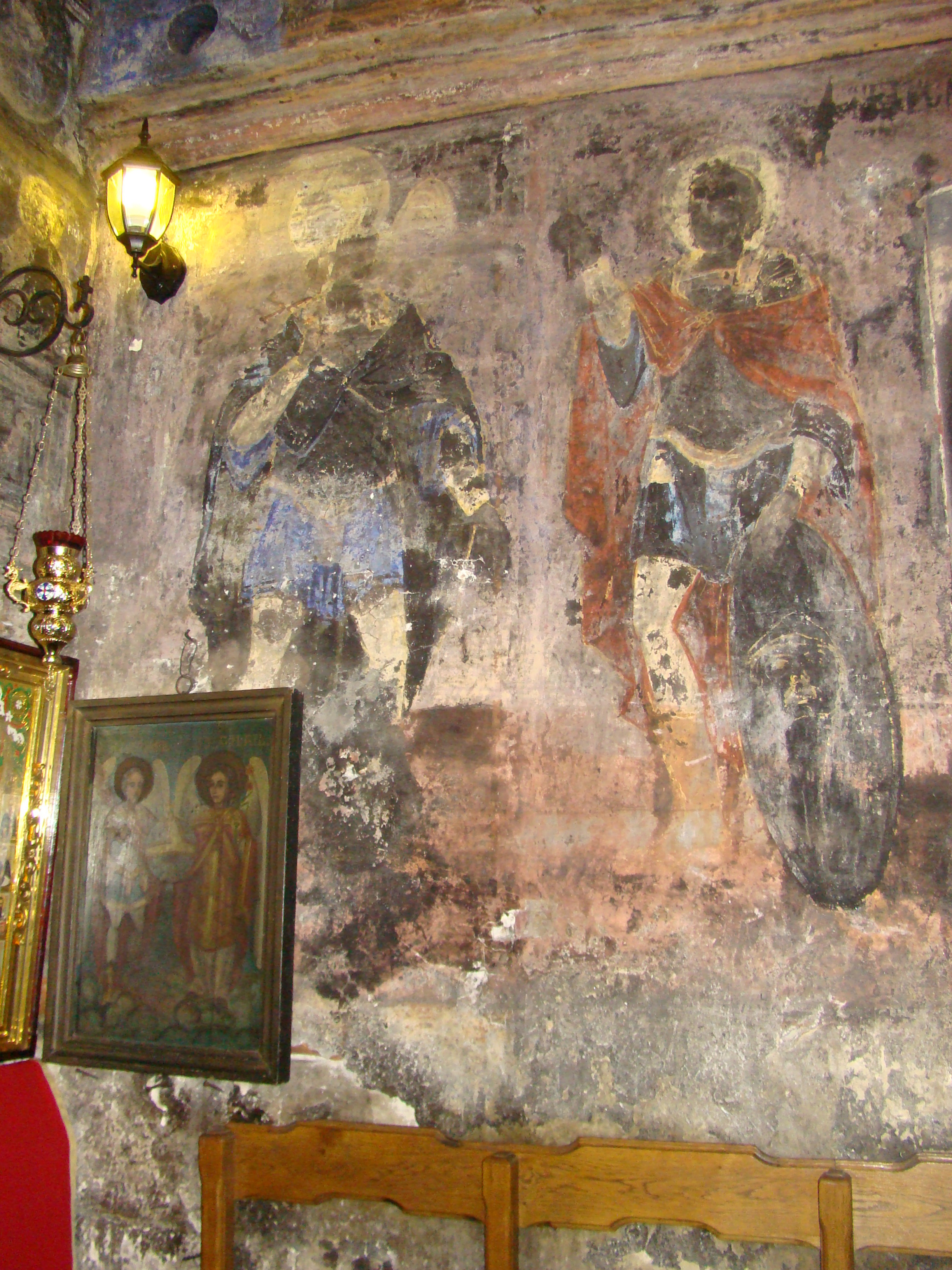
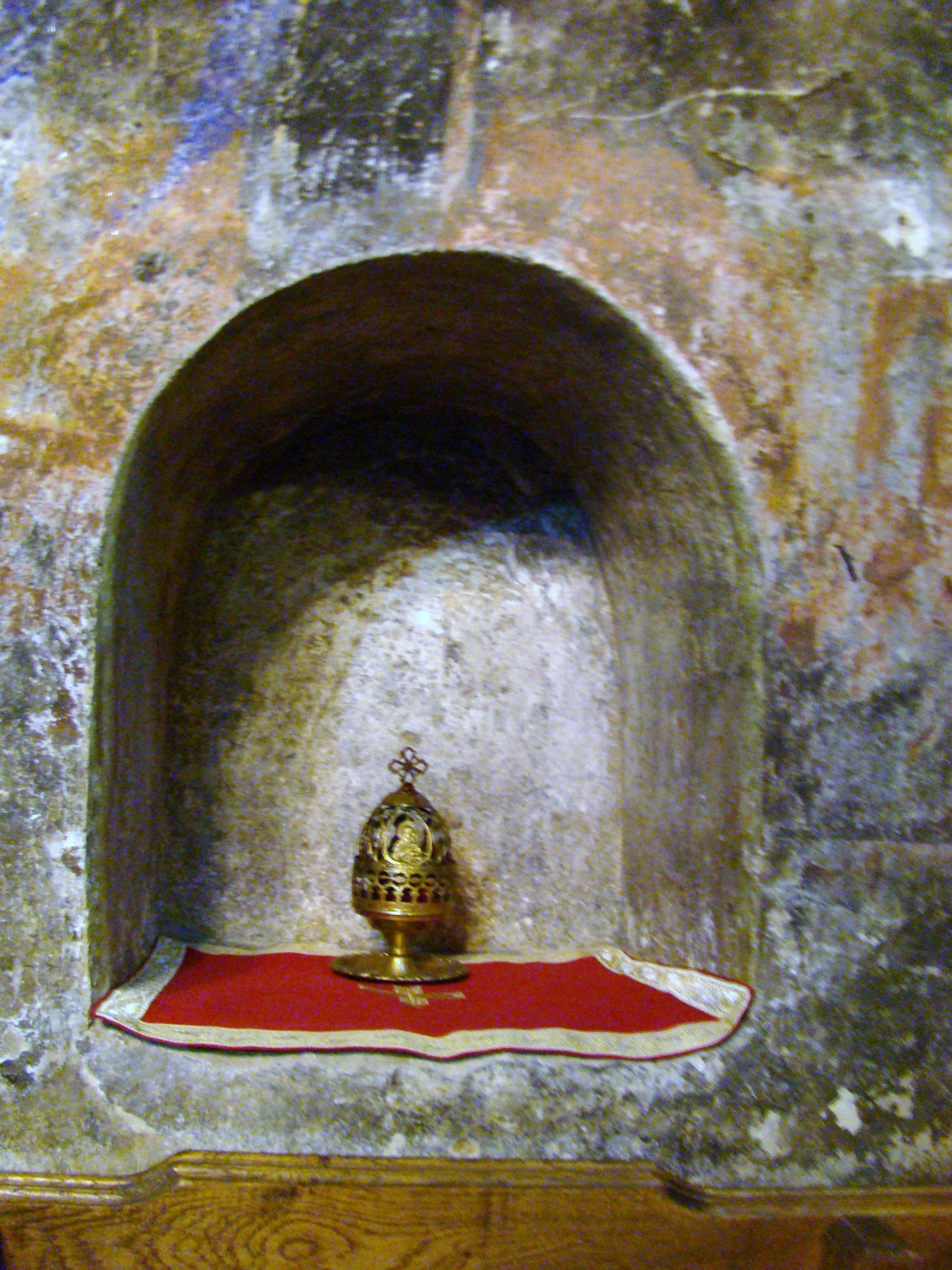
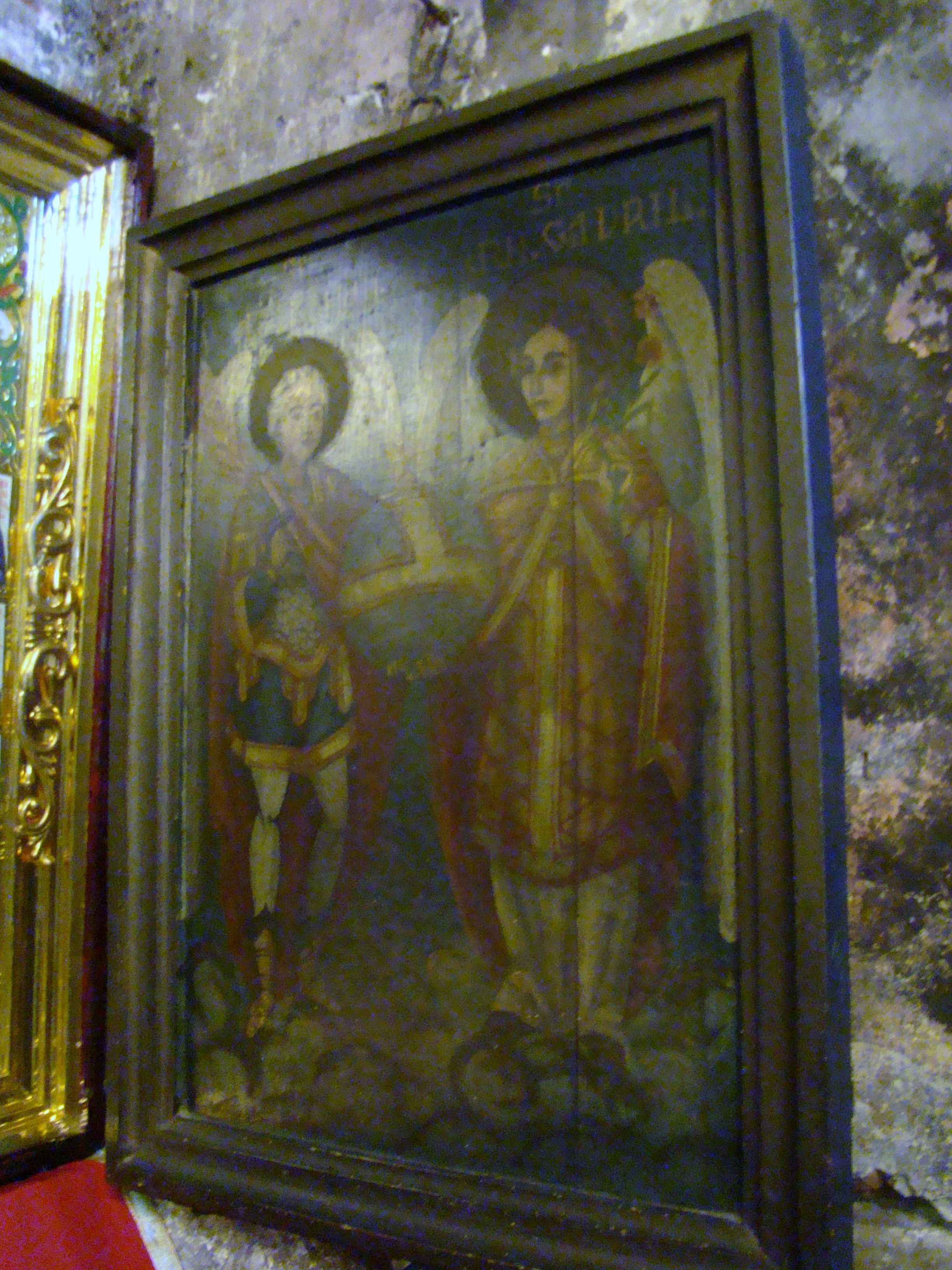
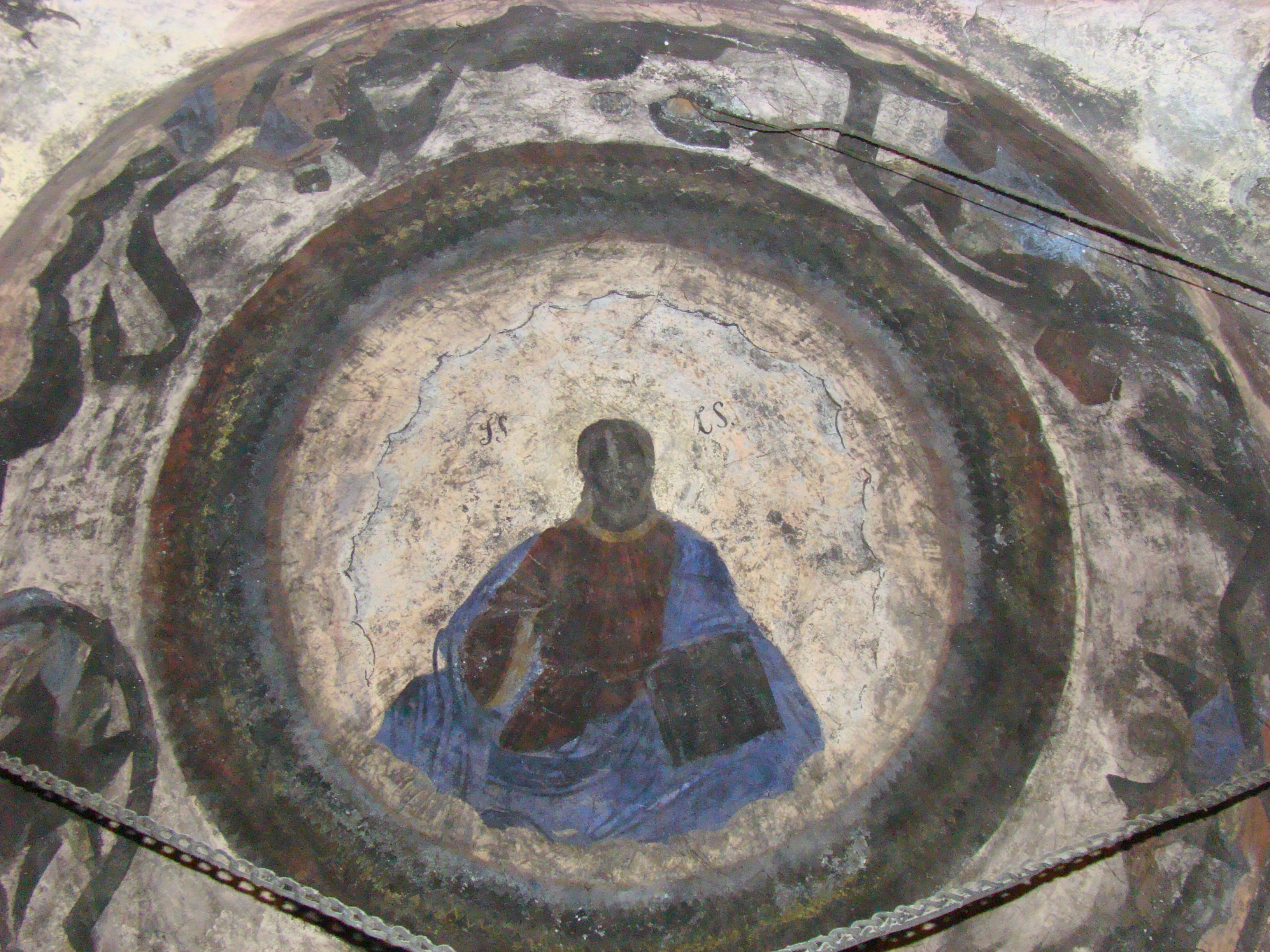
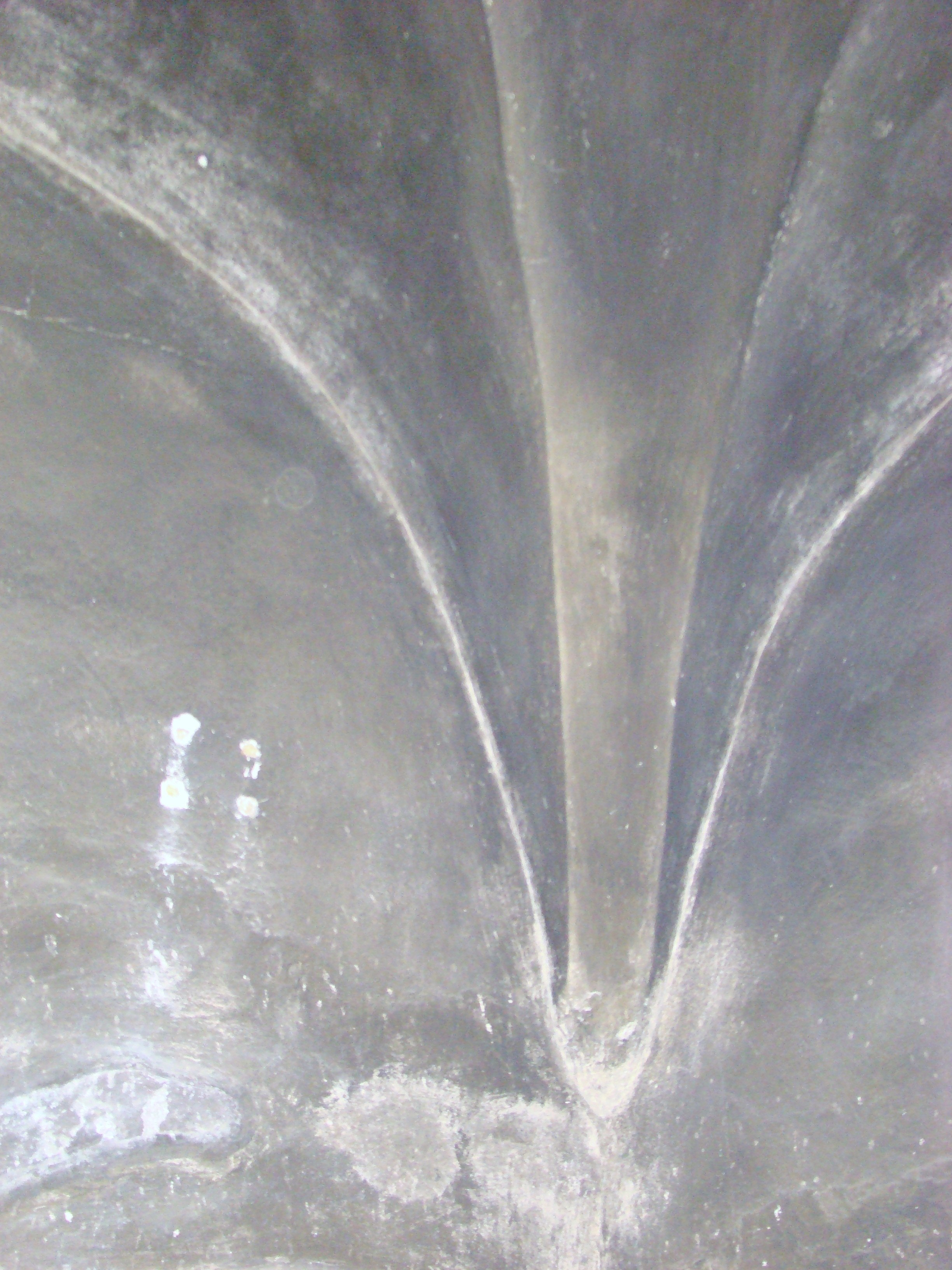
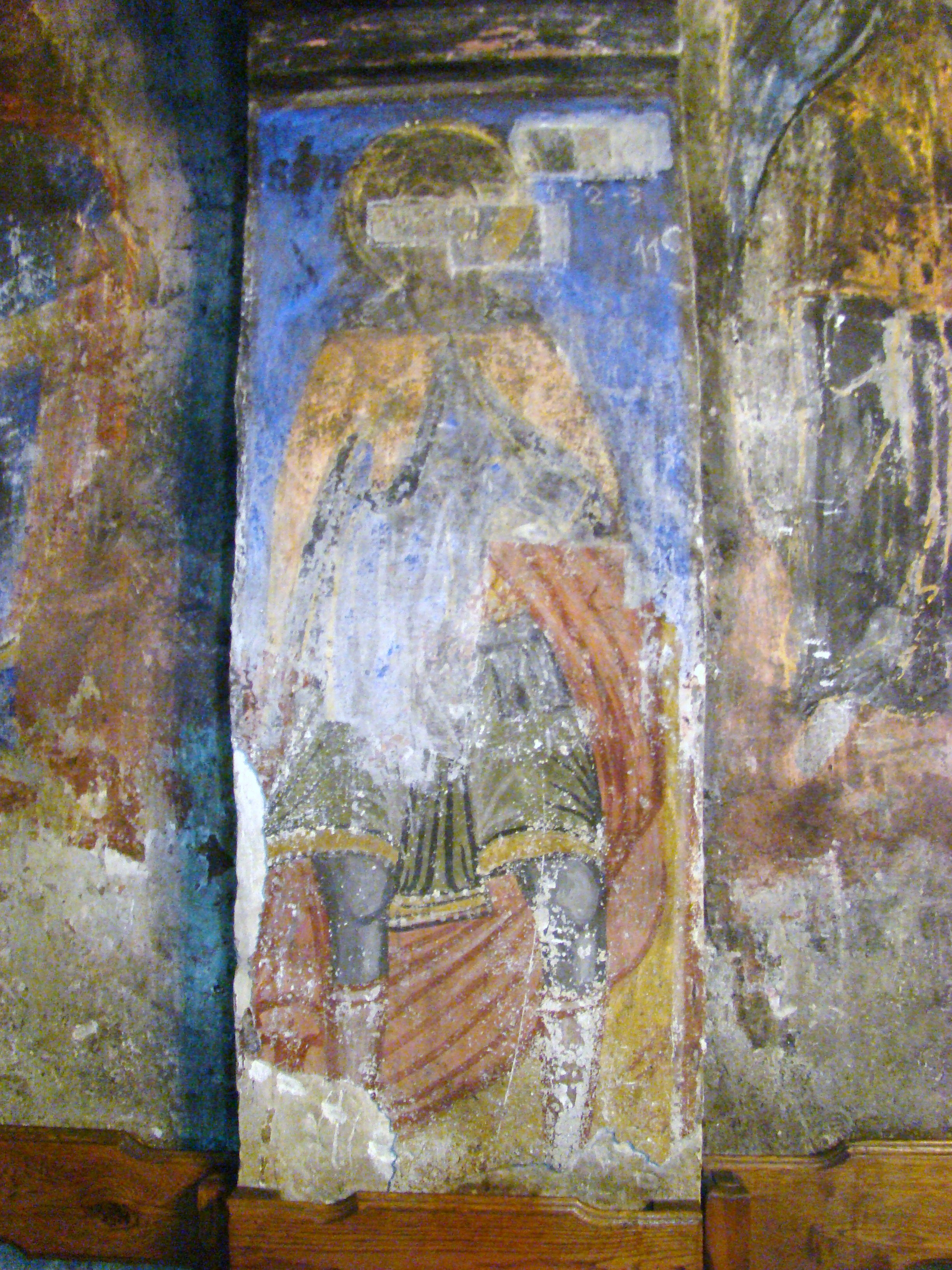
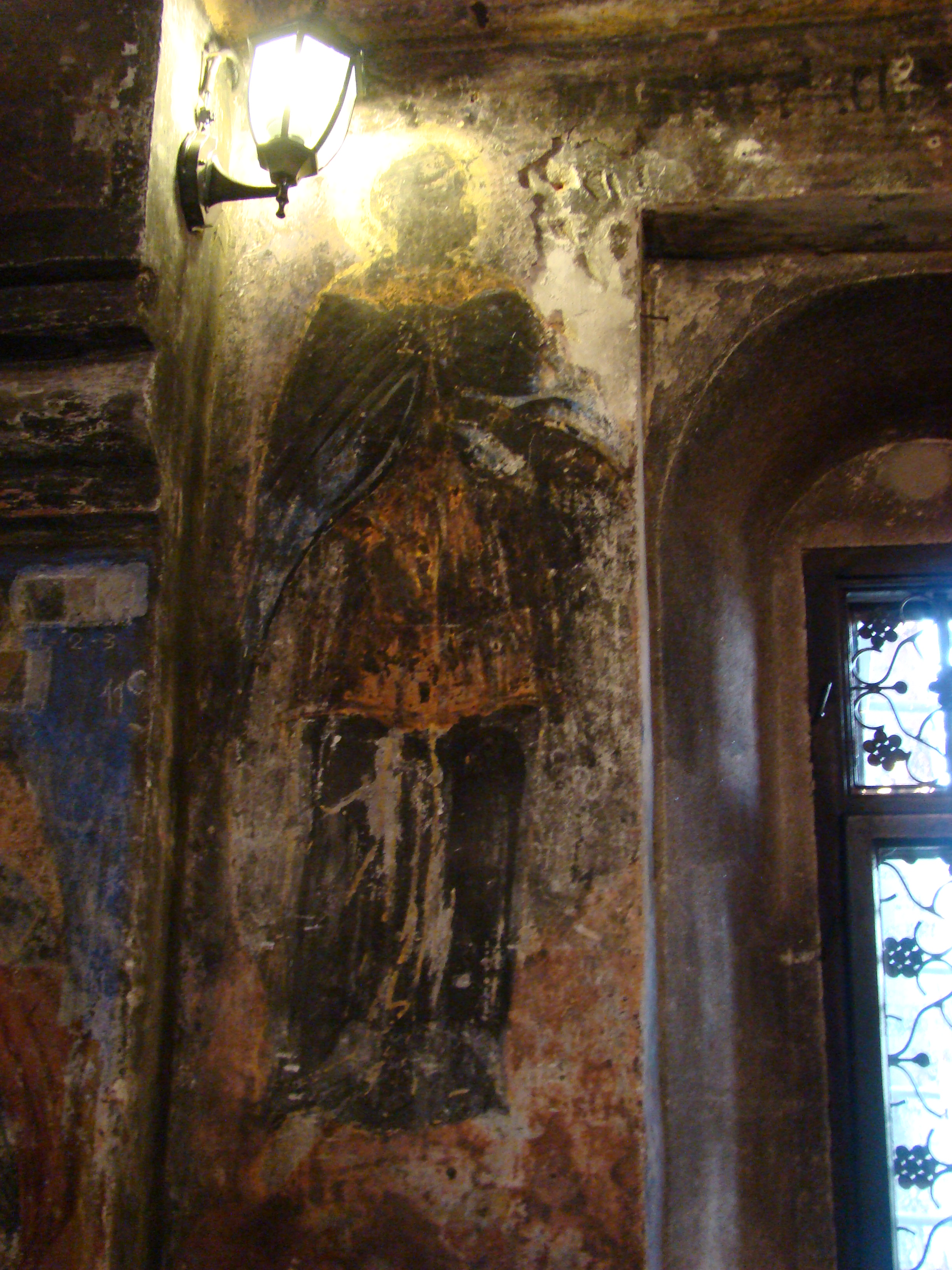
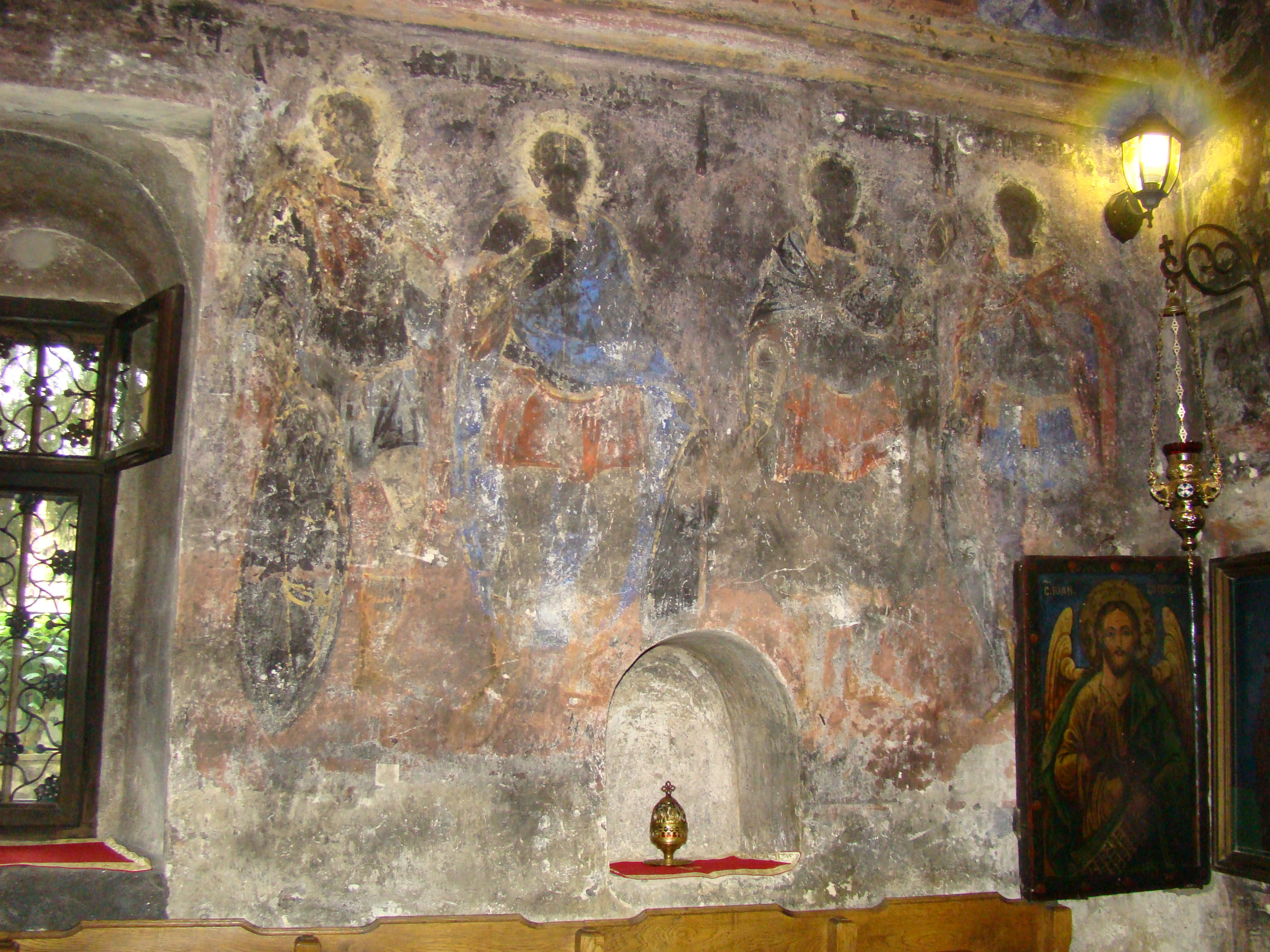
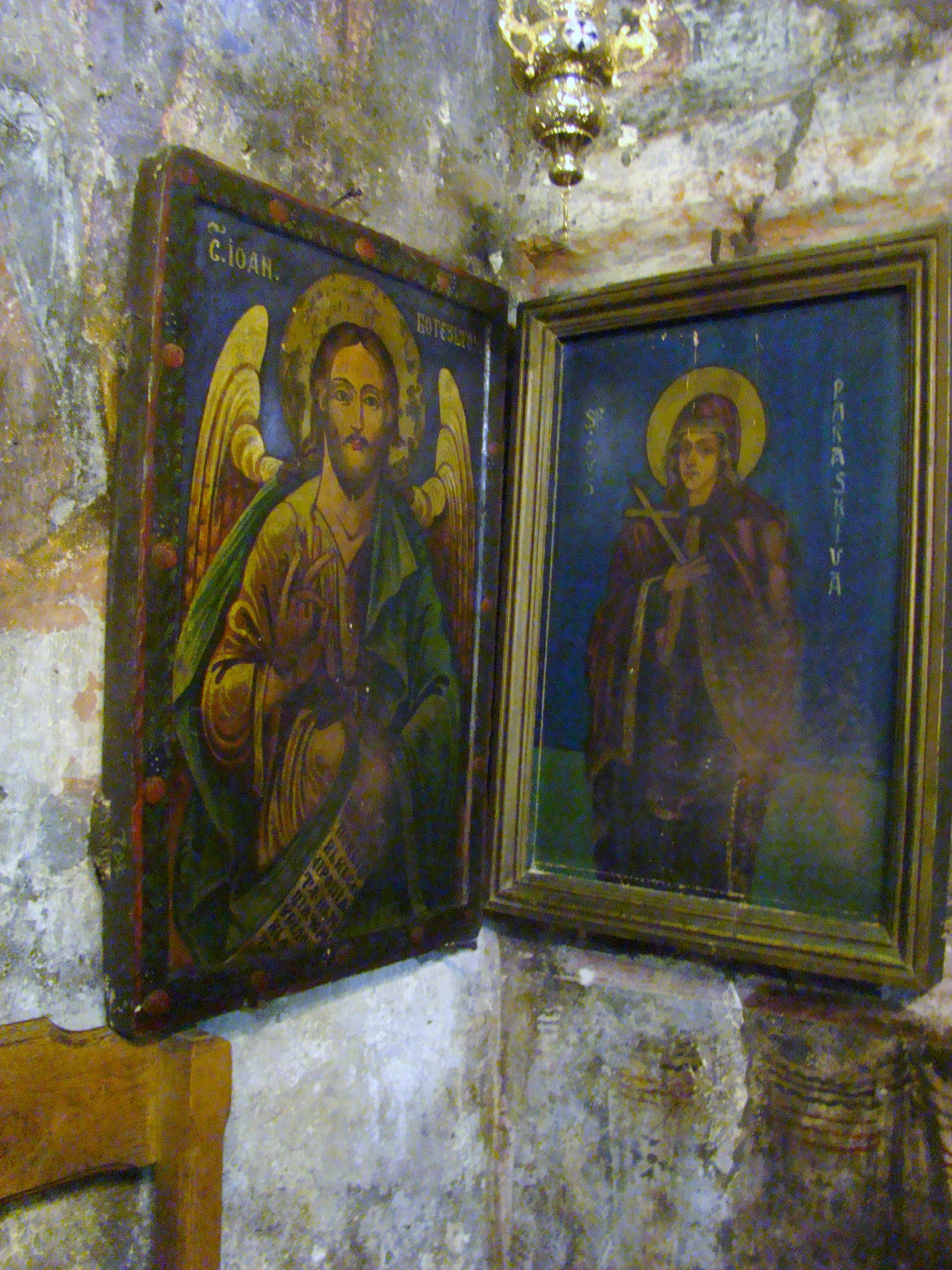
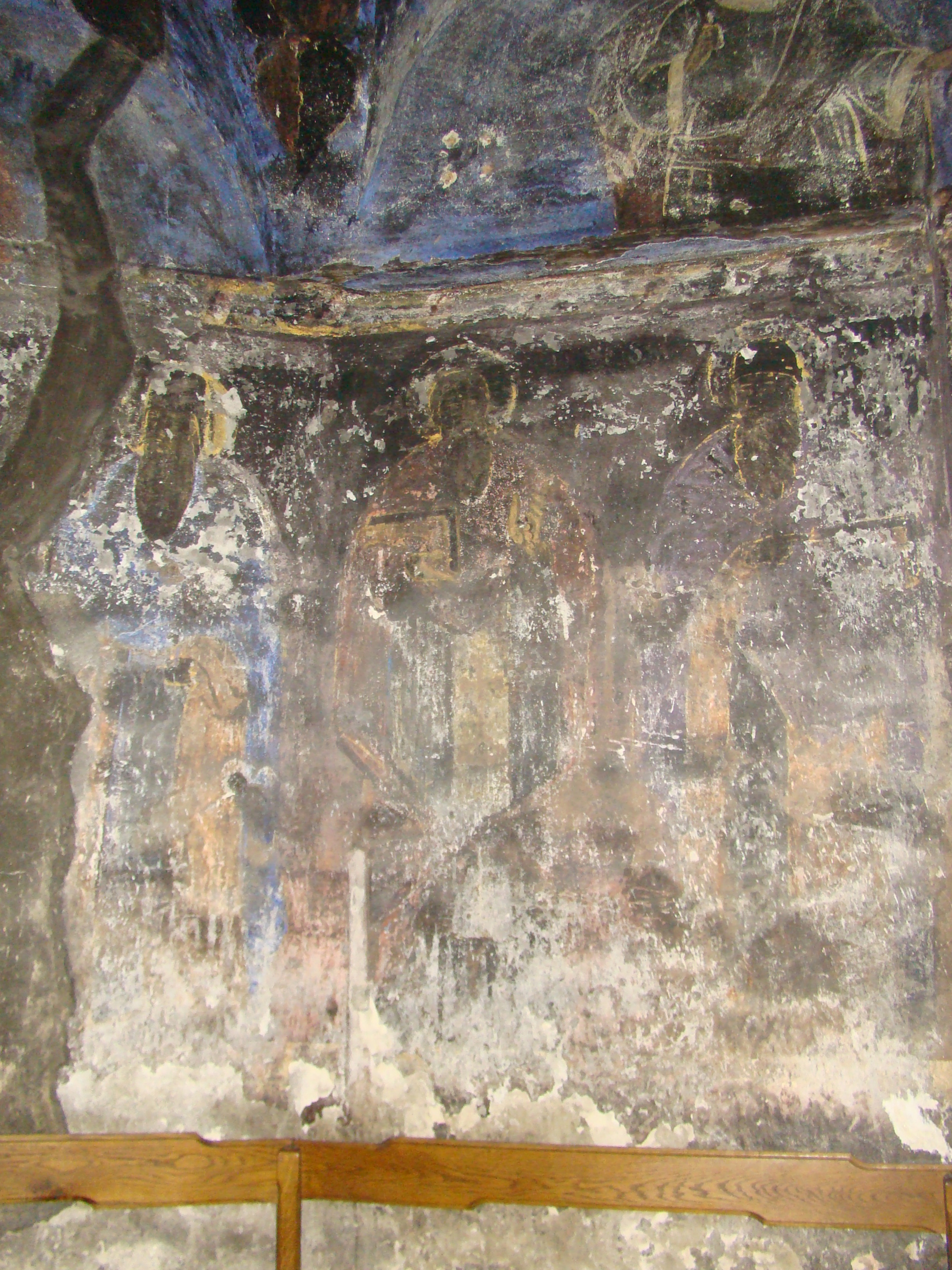
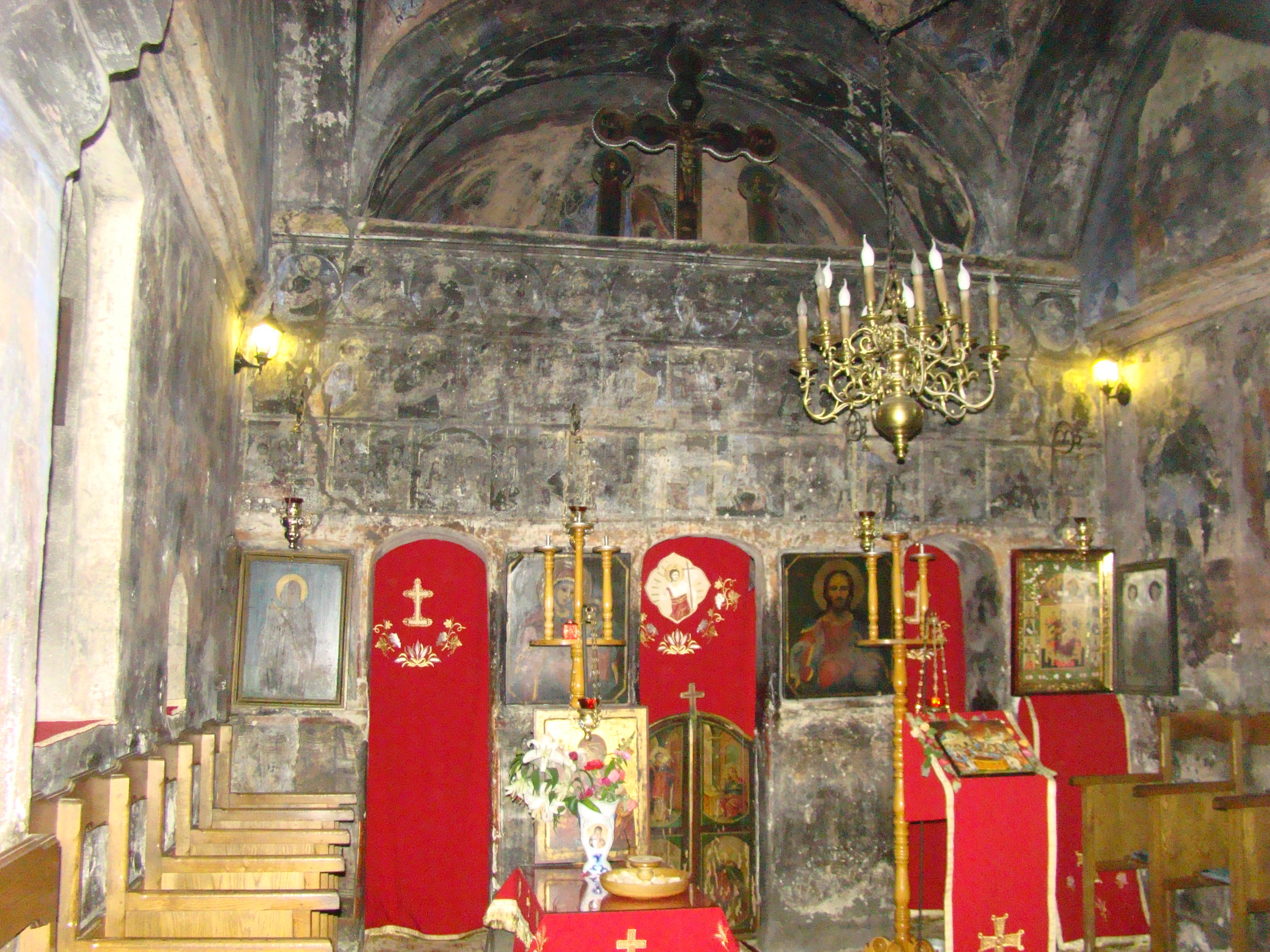

## Vezi și
- Curtea de Argeș